# Armoriale delle famiglie italiane (Pes-Pis)
Questo è l'armoriale delle famiglie italiane il cui cognome inizia con le lettere che vanno da Pes a Pis.

## Armi

### Pes
| Stemma | Casato e blasonatura |
| ------ | --- |
|        | Pes (Cagliari, Torino) D'azzurro al persico sradicato fiorito e fogliato, le radici accostate da 4 piedi umani di carnagione, recisi sanguinanti, ordinati in fascia, 2 a destra e 2 a sinistra, i primi rivoltati, il tutto al naturale Motto: Pes meus stetit in directo (citato in DAlena) |
|        | Pes (Alghero) D'azzurro al persico sradicato fiorito e fogliato, le radici accostate da 4 piedi umani di carnagione, recisi sanguinanti, ordinati in fascia, 2 a destra e 2 a sinistra, i primi rivoltati, il tutto al naturale Motto: Pes meus stetit in directo (citato in DAlena) |
|        | Pes (Tempio, Cagliari, Torino, Roma, Genova) Titolo: marchesi di Villamarina in Sardegna; baroni dell'Isola Piana / poi: marchesi di Azeglio, Montanera; conti di Cortandone, Genola D'azzurro, al pesco al naturale, con le radici accostate da quattro piedi umani di carnagione, recisi, due per parte, quelli di sinistra rivolti alias Partito di Pes e di Tapparelli Motto: O mater Dei memento mei (citato in (22)) |
|        | Pes o Pes di Villamarina o Pes del Campo o Pes di San Vittorio (Torino, Roma, Genova, Moncalieri, Sanremo, Cagliari, Alghero) albero di pesco sradicato accompagnato da - 4 piedi recisi 2 a destra e 2 a sinistra rivolti verso l'albero tutto al naturale su azzurro (citato in LEOM) |
|        | Pes (Tempio Pausania) monte di verde uscente dalla punta sostenente un - piede di carnagione calzato di argento rivolto su azzurro (citato in LEOM) |
|        | Pesacane (Napoli, Aversa) D'Azzurro, al monte di tre cime al naturale, movente dalla punta, sostenente sulla cima destra un cane bracco d'argento e su quella sinistra un leone d'oro, affrontati e controrampanti alias D'Azzurro, al monte di tre cime al naturale, movente dalla punta, sostenente sulla cima destra un cane bracco d'argento e su quella sinistra un'idra a quattro teste d'oro, affrontati e controrampanti Motto: Faber quisque fortunae suae (citato in (23)) |
|        | Pesaro (Venezia) partito inchiavato di sette pezzi d'oro e d'azzurro (Immagine nella Raccolta stemmi Trippini (JPG).) |
|        | Pesaro (Venezia) partito inchiavato 5 pezzi di oro su azzurro (citato in LEOM) |
|        | Pescara (Napoletano) (di rosso, a due scaglioni accompagnati da tre stelle (5) il tutto d'argento) (citato in (24)) |
|        | Pescara (Napoli) 2 scaglioni accompagnati da - 3 stelle (6 raggi) poste 2 in alto e una in punta tutto di argento su rosso (citato in LEOM) |
|        | Pescara (Napoli) 2 scaglioni accompagnati da - 2 stelle (n raggi) poste in fascia in capo tutto di argento su rosso (citato in LEOM) |
|        | Pesca (Riva di Chieri) Troncato, al 1° d'azzurro, al fiume scorrente in fascia, al naturale, sormontato da un uccello pescatore, d'argento, in atto di tuffare nel fiume il becco, di rosso, al 2° di rosso, a due bande d'oro (citato in (22)) |
|        | Pescara di Diano (Napoli) Titolo: patrizio napoletano, duca di Bovalino e Calvizzano, col predicato di Diano di rosso con due caprioli d'argento, accompagnata da tre stelle dello stesso, due al capo e una alla punta (citato in (23)) |
|        | Pescarini (Arezzo) D'oro, a tre stelle a otto punte del campo, 2.1, accompagnate in capo da tre gigli dello stesso ordinati fra i quattro pendenti di un lambello di rosso (citato in (20)) |
|        | Pescatori di mare agitato d'argento, ai tre pesci d'oro, natanti uno sopra l'altro, col capo d'azzurro (citato in (7) - pag. 98) |
|        | Pescatori (Firenze) D'azzurro, alla fascia di rosso accompagnata da due pesci natanti dello stesso, 1.1, quello superiore rivolto (citato in (20)) |
|        | Pescatori (Parma, Genova) 3 gigli di oro su rosso posti 1,2 - 3 sbarre di azzurro su oro - sirena di oro posta di tre quarti su rosso - leone rampante di oro spada in palo di argento in destra su azzurro - pescatore su barca con canna su mare tutto al naturale su azzurro - 3 stelle (5 raggi) di oro in alto poste 2,1 su azzurro (citato in LEOM) |
|        | Pescatori (Parma, Genova) barca su mare ondato di azzurro uscente dalla punta con 2 pescatori rivolti nell'atto di pescare tutto al naturale su azzurro - 3 stelle (5 raggi) di oro poste in fascia tra - 2 nubi al naturale la superiore uscente dal capo su azzurro (citato in LEOM) |
|        | Pescatori (Parma, Genova) braccio destro uscente da destra vestito di rosso tenente con la mano di carnagione una canna da pesca posta in banda nell'atto di pescare nel mare al naturale uscente dalla punta tutto su azzurro (citato in LEOM) |
|        | Pesce (Molfetta) d'azzurro, al pesce delfino d'argento posto in palo (citato in) |
|        | Pesce o Pisci o Pixi (Messina, Catania) d'azzurro, al pesce delfino d'argento posto in palo, e la bordatura dello scudo dello stesso (citato in Mango) |
|        | Pesce (Sicilia) d'azzurro, col pesce delfino d'argento posto in palo (citato in (25)) Notizie storiche in Famiglie nobili di Sicilia. |
|        | Pesce (Napoletano) (la blasonatura non è stata ancora caricata) (citato in (24)) |
|        | Pescetti (Modigliana, Firenze) D'azzurro, al delfino d'argento nuotante sul mare al naturale, accompagnato da tre stelle a otto punte, ordinate in capo (citato in (20)) delfino natante sul mare burrascoso uscente dalla punta tutto al naturale su azzurro - 3 stelle (8 raggi) di oro poste in fascia in alto su azzurro (citato in LEOM) |
|        | Pescetti (Toscana) (DE) In Blau 1 waagerecht gelegter silberner Fisch, 1 natürliches grünes Meer oben besetzend und begleitet oben von 3 achtstrahligen goldenen Sternen entlang des oberen Schildrandes (citato in (28)) |
|        | Peschera (Brescia) aquila di nero su oro - pesce di argento posto in banda su azzurro (citato in LEOM) |
|        | Peschiera (Compiano) (la blasonatura non è stata ancora caricata) (citato in DAlena) |
|        | Pesci (Firenze, Prato) D'azzurro, a tre pesci nuotanti d'argento, ordinati l'uno sull'altro (citato in (20)) (DE) In Blau 3 waagerecht gelegte silberne Fische pfahlweise (citato in (28)) |
|        | Pesci (Roma) leone rampante di oro tenente tra le zampe anteriori un pesce al naturale tutto su azzurro (citato in LEOM) |
|        | Pesci della Campana (Firenze) D'azzurro, al leone sormontato da un giglio e tenente con le branche anteriori un pesce, il tutto d'oro (citato in (20)) |
|        | Pesci delle Ruote (Firenze) Troncato: nel 1º di verde, a tre pesci nuotanti d'argento, ordinati l'uno sull'altro; nel 2º d'azzurro, alla scrofa ferma e rivolta di nero, cinghiata d'argento, allattante tre porcellini pure di nero; con la fascia diminuita di rosso, passata sulla troncatura (citato in (20)) |
|        | Pescia o Crovara Pescia (?) (Sicilia) (campo di cielo, a due pesci al naturale posti l'uno sull'altro, sostenuti da un mare al naturale e sormontati da tre stelle a otto raggi d'oro poste 2, 1) (citato in Mango) |
|        | Pescia o Pesce (Ovada) Troncato: nel 1° d'azzurro, a tre stelle di sei raggi d'oro poste 1, 2; nel 2° di verde, a tre pesci al naturale, posti in fascia uno sull'altro, il primo e il terzo rivolti (citato in (35)) |
|        | Pescini (Pistoia) d'azzurro al pesce delfino d'argento posto in palo, accompagnato nel canton sinistro da una stella dello stesso (citato in ASPT) |
|        | Pescioni (Firenze) Partito: nel 1º d'azzurro, a quattro pesci d'argento nuotanti l'uno sull'altro; nel 2º d'argento, a quattro fasce di rosso alias Partito: nel 1º d'azzurro, a quattro pesci d'argento nuotanti l'uno sull'altro; nel 2º d'argento, a tre fasce di rosso alias Partito: nel 1º d'azzurro, a quattro pesci d'argento nuotanti l'uno sull'altro; nel 2º fasciato d'argento e di rosso alias Partito: nel 1º d'azzurro, a tre pesci d'argento nuotanti l'uno sull'altro; nel 2º d'argento, a quattro fasce di rosso alias Partito: nel 1º d'azzurro, a tre pesci d'argento nuotanti l'uno sull'altro; nel 2º d'argento, a tre fasce di rosso alias Partito: nel 1º d'azzurro, a tre pesci d'argento nuotanti l'uno sull'altro; nel 2º fasciato d'argento e di rosso (citato in (20)) |
|        | Pescioni (Toscana) (DE) Blau-silber gespalten: Rechts 4 waagerecht gelegte silberne Fische pfahlweise, links 4 rote Balken (citato in (28)) |
|        | Pesenti (Pescia) D'azzurro, all'aquila dal volo spiegato di nero, rostrata, membrata e coronata d'oro, tenente con l'artiglio destro una bilancia d'oro appesa di rosso (citato in (20)) (DE) In Blau 1 goldbewehrter schwarzer Adler, 1 goldene Waage mit roten Seilen in der rechten Kralle haltend und überhöht von 1 goldenen Krone (citato in (28)) |
|        | Pesenti (Pistoia, Pescia) aquila di nero armata imbeccata e coronata di oro tenente nell'artiglio destro una bilancia dello stesso tutto su azzurro (citato in LEOM) |
|        | Pessagna (Genova) 3 fasce ondate di azzurro abbassate sormontate - 5 gigli dello stesso posti 2,3 tutto su oro (citato in LEOM) |
|        | Pessagna (Genova) 5 gigli di azzurro posti 2,3 sull'oro del troncato di oro e - fasciato ondato di azzurro e di oro (citato in LEOM) |
|        | Pessolin (Val d'Aosta) Di rosso, a tre bande d'oro, scanalate (citato in (22)) |
|        | Pestalozza (Milano) leone passante di oro tra 2 fasce dello stesso afferrante con la zampa destra una chiave delle 2 che lo affiancano di argento gli ingegni posti all'esterno tutto su azzurro (citato in LEOM) |
|        | Pestalozzi (Chiavenna, Milano) 2 ali (volo) spiegate di nero su oro - leone passante coronato di oro afferrante con la zampa destra una delle 2 chiavi di argento che lo affiancano con gli ingegni all'esterno tutto su azzurro - fasciato di rosso e di argento (citato in LEOM) |
|        | Pestellini (Firenze) D'azzurro, al mortaio sormontato da due pestelli decussati, accantonati nel 1?? e 4?? cantone da due crescenti montanti, e nel 2?? e 3?? da due stelle a otto punte, il tutto d'oro (citato in (20)) |

### Pet
| Stemma | Casato e blasonatura |
| ------ | --- |
|        | Peteani (Venezia, Fagagna, Cervignano del Friuli) fascia di oro su rosso - oro pieno su scudetto su - aquila coronata di nero caricata in petto da una luna montante di argento su oro - croce patriarcale di argento su rosso - torre a 2 palchi di argento aperta e finestrata di nero su azzurro - leone rampante di nero coronato di oro su oro (citato in LEOM) |
|        | Petel (Moriana, Torino) Titolo: conti di Ferrera e Scalero D'azzurro, alla banda d'argento, carica di tre rombi, di rosso (citato in (22)) |
|        | Peterle (Treviso) troncato: nel 1º di rosso, al leone d'oro; nel 2º d'azzurro, al crescente volto d'argento (Immagine nella Raccolta stemmi Trippini (JPG).) |
|        | Petiti (Pinerolo) D'oro, al leone di rosso, con il capo d'azzurro, carico di una stella (6) d'oro (citato in (22)) |
|        | Petitti (Campobasso) D'azzurro alla fascia d'oro sostenente un'aquila di nero, sormontata da due stelle d'oro, ordinate nel capo, con tre monti al naturale uniti e moventi dalla punta (citato in DAlena) |
|        | Petitti (Torino) d'oro al leone di rosso (citato in SPRE - Vol. V pag. 293 e in DAlena) leone rampante di rosso su oro (citato in LEOM) |
|        | Petitti o Petiti o Pettiti (Villafranca Piemonte, Carmagnola, Cherasco, Saluzzo) Titolo: conti di Roreto; signori di Marchierù D'oro, al leone di rosso alias D'oro, al leone di rosso, armato di nero alias Partito, al 1° d'oro, al leone di rosso, al 2° d'oro, alla croce d'azzurro, con il capo del secondo, cucito, carico di un'aquila coronata, di nero, cucita alias D'azzurro, al leone d'oro, con una banda di rosso, carica di tre stelle d'oro, attraversante Motto: Soli altissimo gloria - Soli Deo gloria - Iustum et tenacem (citato in (22)) |
|        | Petitti (Torino) figura della Giustizia al naturale uscente dalla punta su campo non identificato (citato in LEOM) |
|        | Petitti Bagliani (Milano) Partito: al 1° d'oro al leone di rosso (Petitti); al 2° d'oro, alla croce d'azzurro, col capo del secondo, cucito, carico di un'aquila coronata, di nero, cucita (Bagliani) (citato in SPRE - Vol. V pag. 295) leone rampante di rosso su oro - croce di azzurro su oro - aquila coronata di nero su azzurro in capo (sulla seconda partizione) (citato in LEOM) |
|        | Petiva (Sordevolo) Titolo: conti di Torrazza; consignori di Piverone Troncato, d'azzurro, a tre stelle d'argento ordinate in fascia, e di rosso, con un cuore d'oro, attraversante, posto in abisso (citato in (22)) |
|        | Petolis (Santhià) Troncato, al 1° d'oro, all'aquila coronata, di nero, al 2° d'oro, a tre bande di nero (citato in (22)) |
|        | Petra o De Petra Diviso: nel 1° d'argento con 3 stelle di rosso nel capo; nel 2° di rosso, e sopra il tutto un leone del medesimo tenente con la branca destra una testa recisa, e nella sinistra una pietra di nero cerchiata d'oro (citato in DAlena) alias Partito: nel 1° spaccato d'argento e di rosso, al leone d'oro attraversante sul tutto, sormontato da una stella di sei raggi dello stesso e tenente con la branca anteriore destra e per i capelli una testa umana al naturale, e con la sinistra una pietra dello stesso accerchiato d'oro (Petra); nel 2° Inquartato: nel 1° e 4° di rosso alla rovere d'oro passata con i rami in croce di S.Andrea; nel 2° e 3° semiparito d'oro, all'aquila bicipite spiegata di nero, coronata d'oro, e d'oro a tre pali di rosso (Filonardi) (citato in DAlena) alias Partito: nel 1° spaccato d'argento e di rosso, al leone d'oro, rivolto, attraversante sul tutto, sormontato da una stella di otto raggi dello stesso e tenente con la branca anteriore destra e per i capelli una testa umana al naturale, e con la sinistra una pietra dello stesso accerchiato d'oro (Petra); nel 2° di rosso al palo d'argento (Pepi) (citato in DAlena) alias Troncato: nel 1° d'argento; nel 2° di rosso al leone d'oro con la coda bifida tenente nella branca sinistra una pietra nera circondata da un giro d'oro con due fascette d'oro cadenti, e con la branca destra una testa di gigante ferito in maestà al naturale, a tre stelle d'oro in capo; sul tutto tre gigli d'oro posti tra quattro pendenti di un lambello di rosso (citato in DAlena) |
|        | Petra (Napoli) leone rampante di oro afferrante con le zampe anteriori una testa recisa di uomo su troncato di argento di rosso - stella (8 raggi) di oro in alto sull'argento (citato in LEOM) |
|        | Petra (Napoli) Titolo: duca di Cuccari, delle Pesche, Vastogirardi; marchese di Pietra Catella, di Montorio, Caccavone; barone di Gambatesa, di Macchia e Venifro, patrizio napoletano spaccato d'argento e di rosso, al leone d'oro rivolto attraversante sul tutto, sormontato da tre stelle d'oro poste in fascia, tenente nella branca anteriore destra e per i capelli una testa d'uomo al naturale posta di fronte, e con la sinistra una pietra nera cerchiata d'oro (arma antica) (citato in (24)) alias spaccato d'argento e di rosso, al leone d'oro attraversante, sormontato da una stella d'oro ad otto raggi, tenente nella branca anteriore sinistra e per i capelli una testa d'uomo al naturale posta di fronte, e con quella destra un cesto d'oro da cui fuoriescono lingue di fuoco (citato in (24)) alias interzato: 1° troncato d'argento e di rosso al leone d'oro tenente con la branca destra per i capelli una testa umana, con la sinistra una pietra cerchiata d'oro accompagnata in capo da tre stelle d'oro in fascia (PETRA), 2° fasciato d'oro e di nero (CEVA), 3° fusato d'argento e di rosso (GRIMALDI) (citato in (23)) interzato in palo: nel 1° troncato d'argento e di rosso al leone d'oro, rivolto, attraversante, tenente con la branca anteriore destra e per i capelli una testa umana al naturale, e con la sinistra una pietra dello stesso accerchiata d'oro, ed accompagnato in capo da tre stelle di sei raggi del secondo, ordinate in fascia (Petra); nel 2° fasciato d'oro e di nero (Ceva); nel 3° fusato d'argento e di rosso (Grimaldi) (citato in (24)) interzato in palo di troncato di argento e di rosso - fasciato di oro e di nero e - losangato di argento e di rosso - leone rampante rivolto di oro tenente con la destra una testa recisa umana in maestà al naturale e con la sinistra una pietra dello stesso cerchiata di oro e accompagnato in capo da - 3 stelle (6 raggi) di rosso poste in fascia tutto su troncato di argento e di rosso (citato in LEOM) Notizie storiche in Nobili napoletani. |
|        | Petra (Sicilia) di verde, a tre pietre d'oro, ordinate 2 e 1 ciascuna caricata da cinque ermelline di nero (citato in Mango e in (25)) Notizie storiche in Famiglie nobili di Sicilia. |
|        | Petracchi Mari (Pistoia, Firenze) Partito: nel 1º di cielo, alla torre fondata sul mare ondoso nel quale nuotano tre delfini, 2.1, il tutto al naturale; nel 2º fasciato ondato d'argento e di rosso alias Partito: nel 1º di cielo, alla torre fondata sul mare ondoso nel quale nuotano tre delfini, 2.1, il tutto al naturale; nel 2º d'argento, a tre fasce ondate di rosso alias Partito: nel 1º di cielo, alla torre fondata sul mare ondoso nel quale nuotano tre delfini, 2.1, il tutto al naturale; nel 2º bandato ondato d'argento e di nero (citato in (20)) |
|        | Petrai (Firenze) D'argento, al destrocherio di carnagione vestito di rosso, impugnante due chiavi decussate d'argento, congegnate d'oro; il tutto abbassato sotto il capo dell'Impero (citato in (20)) |
|        | Petrangeli (Orvieto) torre a 2 palchi di argento merlata alla ghibellina aperta e finestrata di nero sormontata da - una stella (6 raggi) di oro e sostenuta da - 2 ali (volo) spiegate trinciate e tagliate rispettivamente di rosso e di verde tutto su azzurro (citato in LEOM) |
|        | Petrangolini (Pesaro, Bologna, Roma) fascia di oro su azzurro - aquila di nero posta sulla fascia e sormontata da - un nastro svolazzante di argento su cui è scritto il motto in lettere maiuscole di nero "IN PETRA EXALTAVIT ME" in alto su azzurro - scoglio a 3 cime uscente dalla punta di argento su azzurro (citato in LEOM) |
|        | Petrarca (Firenze) (la blasonatura non è stata ancora caricata) (Immagine nella Raccolta stemmi Trippini (JPG).) |
|        | Petrasancta (la blasonatura non è stata ancora caricata) (citato in DAlena) |
|        | Petrasini (Firenze) D'oro, a tre bande di rosso alias Bandato d'oro e di rosso, con il capo del primo caricato di un leone d'azzurro nascente dalla base della pezza alias Di rosso, a tre bande d'oro, con il capo d'argento caricato di un leone di rosso nascente dalla base della pezza (citato in (20)) |
|        | Petrassini (Toscana) D'oro, a tre bande di rosso (DE) In Gold 3 rote Schrägbalken (citato in (28)) |
|        | Petrazzini-Feliciani (Sarteano) (la blasonatura non è stata ancora caricata) (citato in BNDD) Immagine ne L'araldica sarteanese nei secoli. |
|        | Petrei (Firenze) D'azzurro, allo scaglione d'argento accompagnato da tre stelle a otto punte d'oro, 2.1 (citato in (20)) |
|        | Petrei (Firenze) Di..., alla sfera armillare di..., e al capo di..., sostenuto da una divisa di... e caricato di tre stelle a otto punte di... (citato in (20)) |
|        | Petrelli (Firenze) D'azzurro, al monte di tre cime d'oro, accompagnato in capo da una stella a otto punte dello stesso (citato in (20)) |
|        | Petrelli (Pistoia) Di verde, alla fascia di rosso accompagnata da due stelle a otto punte d'oro, 1.1 alias Troncato d'azzurro e di verde, alla fascia di rosso passata sulla troncatura e accompagnata da due stelle a otto punte d'oro, una nel primo e l'altra nel secondo (citato in (20)) |
|        | Petrelli (Trevi) (la blasonatura non è stata ancora caricata) Notizie storiche nel sito della Associazione Pro Trevi. |
|        | Petri (Firenze, San Miniato, Siena) Trinciato d'azzurro e d'argento, alla banda contromerlata d'oro passata sulla trinciatura, e accompagnata da una stella a otto punte dello stesso nel primo, e da una biscia guizzante in banda di verde nel secondo (citato in (20)) banda contromerlata di oro su trinciato di azzurro e di argento - stella (8 raggi) di oro in alto a destra - serpente ondeggiante in banda di verde in basso a sinistra (citato in LEOM) alias Trinciato d'azzurro e d'argento, alla banda contromerlata d'oro passata sulla trinciatura, e accompagnata da una stella a sei punte dello stesso nel primo, e da una biscia guizzante in banda di verde nel secondo (citato in (20)) (Immagine nella Raccolta stemmi Trippini (JPG).) |
|        | Petri (Toscana) (DE) In Gold 1 silberner Winkelschildfuß im Wellenschnitt, oben besetzt mit 1 silbernen Weltkugel mit Sockel (Globus) und oben begleitet von 1 erhöhten roten Balken (citato in (28)) |
|        | Petri o Filipetri (Toscana) (DE) In Blau 1 silbernes Schrägkreuz (citato in (28)) |
|        | Petri da Calvi (Pisa) Di rosso, al capricorno d'argento (citato in (20)) |
|        | Petriboni (Firenze) D'argento, seminato di crocette patenti e ritrinciate di nero alias Di nero, seminato di crocette patenti e ritrinciate d'argento alias D'argento, cancellato di nero alias Di nero, cancellato d'argento e con gli spazi del campo caricati ciascuno di una crocetta patente e ritrinciata d'argento (citato in (20)) |
|        | Petriboni (Firenze) cancellato di argento su nero - il nero caricato di rose di argento (citato in LEOM) |
|        | Petriccione (Napoli) Titolo: conti troncato, 1° d'argento al leone passante una pietraia formante un cumulo verso destra, 2° di verde a due pali d'argento (citato in (23)) spaccato, nel 1° d'argento al leone illeopardito passante su una pietricciata, il tutto al naturale; nel 2° di verde a due pali d'argento (citato in (24)) leone passante verso un cumulo di pietre uscente dalla troncatura tutto al naturale su argento - 2 pali di argento su verde (citato in LEOM) Notizie storiche in Nobili napoletani. |
|        | Petricelli (Feltre) leone rampante di rosso su erta di verde uscente dal fianco sinistro e digradante verso la punta tenente con le zampe anteriori un ramoscello di verde su argento (citato in LEOM) |
|        | Petrighi Titolo: Nobili di Corneto (la blasonatura non è stata ancora caricata) (citato in DAlena) |
|        | Petrighi (Tarquinia) croce di Sant'Andrea di oro accantonata da - 4 stelle (6 raggi) dello stesso su azzurro (citato in LEOM) |
|        | Petrignani (Amelia) leone rampante di colore non identificato su monte a 3 cime di verde uscente dalla punta su azzurro (citato in LEOM) |
|        | Petrini troncato: sopra d'azzurro alla testa di moro al naturale, uscente dalla troncatura, tenente in bocca un ramoscello d'olivo dello stesso, attortigliata di rosso con due ramoscelli d'olivo pure al naturale, trattenuti uno in fronte, l'altro all'occipite dalla benda, con le anella d'oro alle orecchie; sotto fasciato di rosso e d'argento (citato in (4) – Vol. III pag. 138) |
|        | Petrini (Firenze) D'azzurro, a tre teste d'aquila d'oro, 2.1 (citato in (20)) |
|        | Petrini (Firenze) Troncato: nel 1º d'oro, a due rami di palma di verde, divergenti e nascenti dalla partizione; nel 2º d'azzurro, al monte di sei cime d'oro; con la fascia di rosso passata sulla troncatura (citato in (20)) |
|        | Petris (Napoletano) (la blasonatura non è stata ancora caricata) (citato in (24)) |
|        | Petris (Pola (Istria)) 4 pietre al naturale poste in doppia fascia di forma quadrata su rosso - palato di argento e di rosso (8 pezzi) - mano d'aquila di nero su argento (citato in LEOM) |
|        | Petris (Cherso) inquartato di argento e di azzurro (citato in LEOM) |
|        | Petris (Cherso, Capodistria (Slovenia)) croce di rosso su - inquartato di argento e di azzurro (citato in LEOM) |
|        | Petrobelli (Padova) monte a 3 cime di verde uscente dalla punta sormontato da - una lettera P maiuscola di rosso coronata di oro su argento (citato in LEOM) |
|        | Petrobelli (Lendinara) corona marchionale di oro su rosso - 3 monti ristretti di verde il centrale più alto uscenti dalla punta sormontati da - una lettera P maiuscola di nero tutto su argento (citato in LEOM) |
|        | Petrone o Petroni (Napoli, Siena) Titolo: duca di Sessa, marchese di Nisida d'oro al palo di rosso caricato di tre stelle del campo. (citato in (5) pag. 469 e in (23)) 3 stelle (5 raggi) di oro su palo di rosso su oro (citato in LEOM) |
|        | Petroni (Pescia) Di..., alla torre di..., cimata da una lancia posta in palo di..., e accompagnata in capo da due stelle a otto punte di... (citato in (20)) |
|        | Petroni (Siena) D'oro, al palo d'azzurro, caricato di tre stelle a cinque punte del campo alias D'oro, al palo d'azzurro, caricato di tre triboli del campo (citato in (20) e in 36 Tavola 105 pag.250 |
|        | Petroni (Trevi) (la blasonatura non è stata ancora caricata) Notizie storiche nel sito della Associazione Pro Trevi. |
|        | Petroni (Roma) (la blasonatura non è stata ancora caricata) (Immagine nell' Archivio Storico Capitolino (PDF) (archiviato dall'url originale il 4 marzo 2016).) |
|        | Petroni (Terni) rosa di rosso stelata e fogliata di verde su argento - 3 fasce controinnestate di azzurro su argento (citato in LEOM) |
|        | Petroni (Cesena) (la blasonatura non è stata ancora caricata) (citato in BLCW) Immagine in Blasone Cesenate. |
|        | Petronio (Molfetta) partito: nel 1° d'argento alla rosa fiorita di rosso, bottonata d'oro, gambuta e fogliata di verde; nel 2° d'azzurro a tre fasce ondate d'argento (citato in DAlena e in ) |
|        | Petronis de Bernadigio (la blasonatura non è stata ancora caricata) (citato in DAlena) |
|        | Petronis de Cisnuscolo (la blasonatura non è stata ancora caricata) (citato in DAlena) |
|        | Petrosini (Toscana) (DE) Unter 1 silbernen Schildhaupt, darin 1 oberhalber roter Löwe, in Rot 3 goldene Schrägbalken (citato in (28)) |
|        | Petroso (Catania, Castrogiovanni) d'azzurro, alla banda d'oro, accompagnata da sei biglietti d'oro, posti in banda 2 e 1 nel capo, ed 1 e 2 nella punta (citato in Mango) |
|        | Petrowitz Armis (Firenze) Partito: nel 1º troncato, a/ d'oro, all'aquila dal volo spiegato di nero uscente dal partito, b/ di nero, all'ancora di due bracci d'argento; nel 2º fasciato di sei pezzi d'argento e di rosso, alla spada bassa posta in palo attraversante del primo, guarnita d'oro (citato in (20)) |
|        | Petrozzani o Petrosani o Petrozani (Mantova) Titolo: conti di Altavilla, Odalengo Grande, Villadeati, Villa San Secondo Troncato, al 1° d'azzurro, al liocorno, d'oro, nascente dalla partizione, al 2° di verde, alla banda d'argento alias Troncato, al 1° d'azzurro, al liocorno, al naturale, nascente dalla partizione, al 2° di verde, alla banda trinciata d'oro e di rosso (citato in (22)) |
|        | Petrozzi (Firenze) Palato di sei pezzi di rosso e d'argento, al capo di..., caricato di una lettera C maiuscola di... (citato in (20)) |
|        | Petrucci (Siena) trinciato cuneato d'oro e d'azzurro, al capo dell'Impero. (citato in (4) - Vol. I pag. 515) trinciato inchiavato di oro e di azzurro - aquila di nero su oro in capo (citato in LEOM) |
|        | Petrucci (Siena) trinciato, cuneato (inchiavato) d'oro e d'azzurro (citato in (2) – pag. 218, in (7) - pag. 136 e in DAlena) |
|        | Petrucci (Firenze) D'argento, alla croce scorciata di rosso, accantonata nel 1º e 4º da due stelle a otto punte d'azzurro alias D'argento, alla croce scorciata di rosso, accantonata nel 1º e 4º da due stelle a otto punte d'azzurro, con il capo dell'Impero d'Oriente (citato in (20)) |
|        | Petrucci (Toscana) (DE) Unter 1 roten Schildhaupt, darin 1 goldener Doppeladler, in Silber 1 rotes Kreuz, links oben und rechts unten bewinkelt von je 1 sechsstrahligen blauen Stern (citato in (28)) |
|        | Petrucci (Pistoia) Trinciato cuneato d'argento e d'oro, al filetto increspato in banda di rosso passato sulla partizione, e accompagnato nel primo da una stella a otto punte d'oro (citato in (20)) |
|        | Petrucci (Pontremoli, Pisa) Troncato: nel 1º d'oro, all'aquila retroguardante dal volo abbassato al naturale, posata sulla troncatura; nel 2º trinciato scalinato d'oro e d'azzurro (citato in (20)) |
|        | Petrucci (Siena) Trinciato cuneato d'oro e d'azzurro, al capo dell'Impero alias Trinciato cuneato d'oro e d'azzurro, al capo dell'Impero, il tutto abbassato sotto il capo dei Medici (citato in (20)) |
|        | Petrucci o Petrucci del Lion Nero (Toscana) (DE) In Blau 1 silberne Säule, 1 natürlichen grünen Boden besetzend und überhöht von 1 sechsstrahligen goldenen Stern (citato in (28)) |
|        | Petrucci (Amelia) 2 bande abbassate di oro su azzurro - merlo di nero (uccello) passante sulla prima banda su azzurro (citato in LEOM) |
|        | Petrucci (Terni) 3 spighe di oro su terrazzo dello stesso su azzurro - aquila di nero su oro in capo (citato in LEOM) |
|        | Petrucci (Roma, Tivoli) 5 fasce alternate di argento e di azzurro su rosso - quelle di azzurro dentate superiormente (citato in LEOM) |
|        | Petrucci (Viterbo) (la blasonatura non è stata ancora caricata) (immagine dello Stemmario reale di Baviera.) |
|        | Petrucci (Cesena) (la blasonatura non è stata ancora caricata) (citato in BLCW) Immagine in Blasone Cesenate. |
|        | Petrucci del Lion Nero (Firenze) Di cielo, alla colonna d'argento, fondata sul terreno al naturale e sormontata da una stella a otto punte d'oro (citato in (20)) |
|        | Petrucci delle Stelle (Firenze) Trinciato cuneato d'oro e d'azzurro, con il capo dell'Impero e con la bordura di rosso sul tutto (citato in (20)) |
|        | Petrucci di Siena (Cesena) (la blasonatura non è stata ancora caricata) (citato in BLCW) Immagine in Blasone Cesenate. |
|        | Petruccio (Napoletano) (la blasonatura non è stata ancora caricata) (citato in (24)) |
|        | Petrulla (Sicilia) D'azzurro, con una banda d'oro, accompagnata da sei stelle dello stesso (citato in (25)) Notizie storiche in Famiglie nobili di Sicilia. |
|        | Petruso (Sicilia) Titolo: barone di Bubunetto, Ragalmursuri, Pullicarini d'azzurro, con la banda di oro, accompagnata da sei biglietti di oro, poste in banda 2 e 1, nel capo, ed 1 e 2 nella punta (citato in (25)) Notizie storiche in Famiglie nobili di Sicilia. |
|        | Petruzzi (Pescia) Di..., all'albero di..., nodrito su un monte di sei cime di..., e sostenente un uccello posato di... (citato in (20)) |
|        | Pettenari (Alessandria) Troncato di rosso e d'argento, a due pettini del secondo, affiancati, nel primo, con il capo d'oro, carica di un'aquila coronata, di nero alias Troncato, al 1° d'oro, all'aquila coronata, di nero, al 2° d'argento pieno, con la fascia di rosso, carica di due pettini d'argento, uno accanto all'altro, attraversante sulla troncatura (citato in (22)) |
|        | Pettenati (Verzuolo, Cuneo) Titolo: consignore di Cervasca, Verzuolo, Vignolo; nobile D'azzurro, a tre pettini d'argento (citato in (22)) d'azzurro, a tre pettini d'argento coricati (citato in (27)) alias tre pettini, 2 e 1, d'argento in campo rosso (citato in (27)) Cimiero: una colomba d'argento posata sopra l'elmo col piede sinistro, e con la destra sopra un pettine d'argento pur sopra dell'elmo,a la colomba diademata d'oro Motto: Ne quid obstet |
|        | Pettenati (Vercelli, Casale, Masserano) Titolo: consignori di Vestignè Di rosso, a tre pettini d'argento alias D'oro, a tre pettini d'argento, cuciti Motto: Toujours de bien en mieux (citato in (22)) |
|        | Pettenati (Casale) Di rosso, a tre pettini d'argento, 2, 1, in palo (citato in (22)) |
|        | Pettenati (Crescentino, Torino) Di rosso, a tre pettini d'argento Motto: Ne quid obstet (citato in (22)) |
|        | Petti (Napoli) Titolo: nobili d'argento con due cotisse sormontata da una stella ciascuna il tutto di rosso (citato in (23)) gemella in fascia di rosso - 2 stelle (6 raggi) dello stesso poste in palo una tra le 2 righe e una in alto tutto su argento (citato in LEOM) |
|        | Pettine (Sicilia) inquartato: al 1° d'oro, alla torre di rosso merlata, di quattro pezzi, alla guelfa; nel 2° di rosso, al leone d'argento, tenente con la zampa anteriore un ramoscello di palma; al 3° d'azzurro, al braccio destro armato al naturale movente della sinistra, tenente con la mano di carnagione un nastro d'azzurro, orlato d'oro; al 4° d'oro, al leone di rosso, tenente con la zampa anteriore destra una spada al naturale, alta in palo, alla fascia d'argento attraversante sul tutto, carica da una stella d'azzurro di otto raggi Motto: Ne pereat (citato in Mango) |
|        | Pettinelli (Firenze) D'argento, al leone di nero tenente con le branche anteriori una clava dello stesso (citato in (20)) |
|        | Pettini (Messina) Titolo: conte di Bavuso inquartato nel 1° d'oro alla torre di rosso merlata di quattro pezzi, nel 2° di rosso al leone d'argento tenente con le zampe anteriori un ramoscello di palma; nel 3° d'azzurro al braccio destro armato tenente con la mano un nastro d'azzurro; nel 4° d'oro al leone di rosso tenente con la zampa anteriore destra una spada al naturale; alla fascia d'argento attraversante il tutto caricata da una stella d'azzurro (citato in (23)) inquartato; al 1° d'oro, colla torre di rosso, di quattro pezzi; al 2° di rosso, con un leone d'argento, tenente colle zampe anteriori un ramoscello di palma al naturale; al 3° di azzurro, col braccio destro armato di ferro movente da sinistra, tenente colla mano di carnagione un nastro d'azzurro, orlato d'oro; al 4° d'oro, con un leone di rosso, tenente colla zampa anteriore destra una spada al naturale, alta in palo, colla fascia d'argento attraversante sul tutto, caricata d'una stella d'azzurro d'otto raggi, ed il motto ne pereat, scritto a lettere maiuscole romane di nero, sovra una lista bianca svolazzante in fascia sotto la punta dello scudo (citato in (25)) stella (8 raggi) di azzurro su fascia di argento su - torre di rosso merlata di 4 pezzi alla guelfa su oro aperta e finestrata del campo - leone rampante di argento tenente nella destra una foglia di palma dello stesso su rosso - braccio destro armato uscente da destra tenente con la mano di carnagione un nastro di azzurro orlato di oro su azzurro - leone rampante di rosso tenente con la zampa destra una spada al naturale posta in palo su oro (citato in LEOM) Corona ed elmo di conte Motto: Ne pereat Notizie storiche in Famiglie nobili di Sicilia. |
|        | Pettoni (Tolentino, Roma) monte a 3 cime sormontato da - 2 cherubini posti a destra in sbarra e a sinistra in banda tutto di oro su rosso (citato in LEOM) |
|        | Pettoni Possenti (Pesaro) monte a 3 cime sormontato da - 2 cherubini posti a destra in sbarra e a sinistra in banda tutto di oro su rosso - monte a 3 cime di oro sormontato da - 3 stelle (6 raggi) dello stesso poste 1,2 tutto su azzurro (citato in LEOM) |
|        | Pettorelli (Piacenza) aquila di nero coronata di oro su oro - torre al naturale su terrazzo di verde uscente dalla punta sormontata a destra - da una cometa di argento ondeggiante in banda tutto su azzurro (citato in LEOM) |
|        | Pettorelli (Piacenza) torre al naturale uscente dalla punta sormontata a destra - da una cometa di oro ondeggiante in banda tutto su azzurro - aquila coronata di nero su oro in capo (citato in LEOM) |

### Pev
| Stemma | Casato e blasonatura |
| ------ | --- |
|        | Peverari o Puerari (Cremona) inquartato d'azzurro e d'argento in croce di S. Andrea (citato in BLCR) Immagine in Blasonario Cremonese (archiviato dall'url originale il 7 aprile 2014). |
|        | Pevere (Acqui) Troncato, d'azzurro e d'oro, alla pianta (di pepe?) di verde, attraversante (citato in (22)) |
|        | Peverelli (Padova) inquartato: nel 1º e 4º di rosso al grifone d'argento linguato di rosso coronato d'oro colla coda piegata fra le gambe, tenente un ramoscello di pepe al naturale, sostenuto il grifone da un monte di 3 cime di verde; nel 2º e 3º d'oro all'aquila di nero coronata del campo (citato in (2) – pag. 418 e in DAlena) |
|        | Peverelli (Bellagio) grifo rampante di argento coronato di oro su 3 monti di verde uscenti dalla partizione tenente un ramoscello di pepe al naturale curvato verso il grifo tutto su rosso - aquila di nero coronata di oro su oro (citato in LEOM)                                                                                      |
|        | Peverenco (Cavour) D'argento, a due rami di palma decussati e ridecussati, di verde, con la fascia di nero sul tutto, con il capo d'azzurro, carico di una stella d'oro (citato in (22)) |
|        | Peverone o Peveroni o Piveroni (Cuneo) D'argento, al decusse d'azzurro, accantonato da quattro fiamme, di rosso (citato in (22) e in (27)) |

### Pey
| Stemma | Casato e blasonatura |
| ------ | --- |
|        | Peyrani o Peirani (Nizza) Titolo: conte di Castelnuovo, Peglione; signore di Torretta Levenzo D'azzurro, alla torre d'oro, fondata sulla pianura erbosa, sostenuta da due grifoni d'oro, attraversante sopra un albero di pero, al naturale (citato in (22)) |
|        | Peyrani (Nizza, Torino) Titolo: conte di Peglione; signore di Peglione D'azzurro, alla torre di mattoni, cimata da una torricella, colma di un terreno erboso, con un pero al naturale, nutrito nel medesimo, la torre fondata sulla pianura erbosa e sostenuta da due grifoni affrontati, coronati d'oro, il tutto al naturale (citato in (22) e in (27)) torre a 2 palchi al naturale su terrazzo di verde uscente dalla punta cimata da - albero di pero al naturale e affiancata da - 2 grifi controrampanti al naturale coronati di oro tutto su azzurro (citato in LEOM) alias D'azzurro, al leone d'oro, armato e lampassato di rosso (citato in (22)) leone rampante di oro su azzurro (citato in LEOM) |
|        | Peyre o Peire (Nizza) Titolo: marchesi di Castelnuovo; conti di Bairo, Clanzo, La Costa d'Oneglia, Eza; consignori di Pont e Locana D'azzurro, allo scaglione di rosso, scanalato, orlato d'oro, accompagnato da tre stelle d'oro alias D'azzurro, allo scaglione di rosso, scanalato, orlato d'oro, accompagnato da tre stelle di rosso, cucite Motto: E cura securitas (citato in (22)) |
|        | Peyretti o Peiretti (Racconigi, Saluzzo, Torino) Titolo: conte di Condove; barone dell'Impero francese D'azzurro, al leone d'argento, tenente con la zampa destra un ramo di rosaio, al naturale; con la banda di rosso, attraversante, carica di una cometa d'oro, verso il capo, e verso la punta di un monte, di tre colli all'italiana, di verde, ristretto, cucito (citato in (22) e in (27)) alias troncato: il 1º partito: a) di rosso, alla banda partita di nero e d'argento addestrata da un leone, sinistrata da un ramoscello piegato a decusse, il tutto d'oro, col capo d'azzurro carico di tre stelle d'oro; b) di barone presidente della corte di appello; al 2º d'azzurro, al leone d'oro, colla banda di rosso, attraversante caricata, verso il capo, da una cometa d'argento (arma napoleonica) (citato in (27)) |
|        | Peyroleri o Peiroleri o Pairoleri (Viù, Torino) Titolo: baroni Partito, al 1° di rosso, a due bande d'argento, al 2° d'azzurro, a tre monti nevosi, al naturale, sormontati da una stella d'oro, lo scudo con il capo d'oro, carico di un'aquila coronata, di nero (citato in (22)) 2 bande di argento su rosso - 3 monti nevosi al naturale uscenti dalla punta sormontati da - stella (5 raggi) di oro tutto su azzurro - aquila coronata di nero su oro in capo (citato in LEOM) |
|        | Peyron (Monginevro, Racconigi, Torino) D'argento, al leopardo illeonito di rosso, armato del medesimo, stringente nella bocca un ramo d'albero di pero, fogliato di verde, con tre frutti d'oro, pendenti in guisa di rastello e tenente una picca al naturale, armata e puntellata d'oro Motto: Fortiter et suaviter (citato in (22)) |

### Pez
| Stemma | Casato e blasonatura |
| ------ | --- |
|        | Pezzagli (Pistoia) (DE) Quadriert: In Feld 1 und 4 in Rot 1 goldener Sechsberg, Feld 2 und 3 ledig gold (citato in (28)) |
|        | Pezzali (Parma) aquila in volo rivolta al naturale accompagnata in punta da - 3 mattoni di nero posti 2,1 (amaidi) tutto su oro (citato in LEOM) |
|        | Pezzana (Casale, Villanova) Titolo: consignori di Solonghello Un albero di pino sormontato dall'aquila alias D'oro, alla branca di leone, di rosso, posta in fascia, e accompagnata da due gigli, d'azzurro (citato in (22)) |
|        | Pezzani (Cremona, Soncino, Milano) Titolo: nobili gamba destra uscente dal capo di carnagione poggiante su terrazzo erboso uscente dalla punta e premente un serpente che la morde al polpaccio tutto al naturale su azzurro - 3 stelle (6 raggi) di oro poste 1,2 su azzurro in capo - 2 bande di rosso su trangla di oro (citato in LEOM) d'azzurro ad una gamba movente dal capo, posante il piede sulla pianura erbosa e morsicata al polpaccio da una serpe attorcigliata movente dalla pianura erbosa, il tutto al naturale; col capo d'azzurro, caricato di tre stelle di sei raggi d'oro, 1 e 2, e sostenuto da una fascia d'oro, caricata di due bande di rosso (citato in BLCR) Immagine in Blasonario Cremonese (archiviato dall'url originale il 7 aprile 2014). |
|        | Pezzella (Modigliana) Inquartato: nel 1º d'oro, all'aquila dal volo spiegato di nero; nel 2º d'argento, fiancato ritondato d'azzurro bordato d'oro, a due stelle a otto punte d'oro, poste nei due punti d'azzurro; nel 3º fasciato di sei pezzi di rosso e d'argento; nel 4º di rosso, a tre stelle a otto punte d'oro, 1.2 alias Inquartato: nel 1º d'oro, all'aquila dal volo spiegato di nero; nel 2º d'argento, fiancato ritondato d'azzurro bordato d'oro, a due stelle a otto punte d'oro, poste nei due punti d'azzurro; nel 3º di rosso, a tre fasce d'argento; nel 4º di rosso, a tre stelle a otto punte d'oro, 1.2 (citato in (20)) |
|        | Pezzella (Firenze) aquila di nero su oro - palo di argento bordato di oro rotondato (come una croce patente) affiancato da - 2 stelle (8 raggi) di oro tutto su azzurro - 4 fasce di argento su viola - 3 stelle (8 raggi) poste 1,2 di oro su rosso (citato in LEOM) |
|        | Pezzi o Del Pezzo (Messina) di rosso, alla fascia d'argento, sostenente un leone leopardito d'oro (citato in Mango) |
|        | Pezzi Siboni (Russi, Pezzolo, Milano) (la blasonatura non è stata ancora caricata) (citato in DAlena) |
|        | Pezzia (Andorno) D'argento, al monte di nero, muovente dalla punta dello scudo, reggente sulla sommità un pino, di verde, fiancheggiato da due rose, di rosso, bottonate d'oro, fogliate di verde, 2, 1 Moptto: Et fide (citato in (22)) |
|        | Pezzoli (Bergamo) piede destro di carnagione reciso su argento (citato in LEOM) |
|        | Pezzoli (Bergamo) fascia in divisa di rosso su troncato di azzurro e di argento - piede sinistro di carnagione reciso su argento (citato in LEOM) |
|        | Pezzoli (Bergamo) fascia in divisa di rosso su troncato di azzurro e di argento - piede destro rivolto di carnagione reciso su argento (citato in LEOM) |
|        | Pezzoli (Bergamo) fascia in divisa di rosso su troncato di oro e di argento - aquila di nero su oro - piede sinistro reciso di carnagione su argento (citato in LEOM) |
|        | Pezzoli (Bergamo) fascia di nero su troncato di oro e di azzurro - aquila di nero su oro - piede reciso sinistro di oro su azzurro - leone rampante di oro su rosso (citato in LEOM) |
|        | Pezzoli (Bergamo) aquila bicipite di nero su oro - 3 monti di verde uscenti dalla punta infiammati di rosso su argento (citato in LEOM) |
|        | Pezzoni (Arezzo) Trinciato di verde e di rosso, al palo attraversante d'argento caricato di cinque stelle a otto punte d'azzurro (citato in (20)) (DE) In grün-rot schräggeteiltem Feld 1 mit 5 achtstrahligen blauen Sternen belegter silberner Pfahl (citato in (28)) |

### Pfe
| Stemma | Casato e blasonatura |
| ------ | --- |
|        | Pfeifer (Trieste) mezza aquila bicipite di nero uscente dalla partizione su oro - albero di quercia di oro a 2 rami che si incrociano 2 volte su monte a una cima di oro uscente dalla punta su azzurro (citato in LEOM) |

### Phi
| Stemma | Casato e blasonatura |
| ------ | --- |
|        | Philippon (Aosta) D'azzurro, al braccio armato tenente una spada, il tutto d'argento, la spada guarnita d'oro Motto: Unique tutus (citato in (22)) |

### Pia
| Stemma | Casato e blasonatura |
| ------ | --- |
|        | Piacenti (Fiesole) Partito: nel 1º di rosso, al leone d'oro addestrato da una colonna d'argento; nel 2º d'azzurro, al giglio bocciolato d'oro e al capo cucito d'Angiò (citato in (20)) |
|        | Piacentini (Casale) Titolo: consignori di Sala D'argento, all'albero di verde, nutrito sulla pianura erbosa, sostenuto a sinistra da un (leone?) d'oro, con il capo d'oro, carico di un'aquila di nero (citato in (22)) |
|        | Piacentini (Verona) croce di Sant'Andrea di nero accantonata da - 4 stelle (6 raggi) di oro tutto su rosso (citato in LEOM) |
|        | Piacentini (Cesena) (la blasonatura non è stata ancora caricata) (citato in BLCW) Immagine in Blasone Cesenate. |
|        | Piaciti (Firenze) Troncato d'argento e di rosso, alla banda attraversante d'azzurro (citato in (20)) (DE) In silber-rot geteiltem Feld 1 blauer Schrägbalken (citato in (28)) alias Di rosso, al capo d'argento e alla banda attraversante d'azzurro (citato in (20)) |
|        | Piagentini (Lucca) In campo d'azzurro tre palme e stelle d'oro (citato in (6) - pag. 71) |
|        | Piaggia (Palermo) Titolo: barone di Santa Marina, nobili dei baroni di Santa Marina fasciato d'oro e d'azzurro al capo di rosso, caricato di tre bisanti d'oro in fascia (citato in Mango, in (23) e in (25)) fasciato di oro e di azzurro - 3 palle di oro poste in fascia su rosso in capo (citato in LEOM) Corona di barone Notizie storiche in Famiglie nobili di Sicilia. Ulteriori notizie storiche in Famiglie nobili di Sicilia. |
|        | Piamontini (Firenze) Di..., alla banda di..., caricata di tre monti di sei cime di..., posti in sbarra l'uno accanto all'altro (citato in (20)) |
|        | Piana (Biella) D'argento, all'aquila di rosso, coronata d'oro, fiancheggiata da due stelle, del medesimo Motto: Auxilium meum a Domino (citato in (22)) |
|        | Piana (Ovada) D'argento, al leone di rosso, passante sulla pianura di verde, al sole al naturale, movente dal cantone sinistro del capo e radiante dello stesso (citato in (35)) |
|        | Pianavia (Saorgio) Troncato, al 1° d'azzurro, alla nave, equipaggiata al naturale, sopra un mare ondeggiato d'argento, e accompagnata in capo da tre stelle, d'oro, ordinate in fascia, al 2° di rosso, a tre pali d'oro alias Troncato, con la fascia d'oro sulla partizione, al 1° d'azzurro, alla nave, equipaggiata al naturale, sopra un mare ondeggiato d'argento, accompagnata in capo da tre stelle, d'oro, ordinate in fascia, al 2° di rosso, a tre sbarre d'oro alias Partito, al 1° d'azzurro, alla nave, equipaggiata al naturale, sopra un mare ondeggiato d'argento, accompagnata in capo da tre stelle, d'oro, ordinate in fascia, al 2° di Roverizio Motto: Et aspera in vias planas (citato in (22)) |
|        | Pianca (Asti) D'azzurro, alla fascia d'argento, ondata, fluttuosa del campo, con la passerella d'oro, posta in palo, attraversante la fascia, questa sormontata da tre stelle d'oro, ordinate in fascia Motto: Facta sit arte - Tuta fit arte via (citato in (22)) |
|        | Pianciani (Siena) Palato di sei pezzi, tre scaglionati di rosso e d'argento, e tre pezzi d'azzurro (citato in (20)) |
|        | Pianciani (Roma) (la blasonatura non è stata ancora caricata) (Immagine nell' Archivio Storico Capitolino (PDF) (archiviato dall'url originale il 4 marzo 2016).) |
|        | Pianciani (Roma) (la blasonatura non è stata ancora caricata) (Immagine nella Raccolta stemmi Trippini (JPG).) |
|        | Pianciani (Spoleto, Roma) leone rampante di azzurro su argento - 3 pali scaglionati di oro e di argento su azzurro (citato in LEOM) |
|        | Pianello troncato di rosso, e di nero, al tronco doppionoderoso (contranoderoso) d'oro, posto in fascia sopra il tutto (citato in (7) – pag. 119) |
|        | Pianetti (Molise) (la blasonatura non è stata ancora caricata) (citato in DAlena) |
|        | Pianetti (Jesi, Roma) Titolo: Marchese fascia di rosso su troncato di oro e di azzurro - aquila bicipite coronata su ambo le teste di nero su oro - testa di leone di profilo uscente dalla punta di oro su azzurro (citato in LEOM) |
|        | Piani (Prato) Interzato in fascia: nel 1º d'oro, all'aquila bicipite di nero coronata del campo; nel 2º d'azzurro, al castello turrito di due pezzi al naturale, accompagnato da tre stelle a otto punte d'oro, una fra le torri e le altre due ai lati; nel 3º di rosso, a tre bande d'argento alias Troncato: nel 1º d'azzurro, al castello turrito di due pezzi al naturale, accompagnato da tre stelle a otto punte, 1.2; nel 2º di rosso, a tre bande d'argento; il tutto abbassato sotto il capo dell'Impero (citato in (20)) |
|        | Piani (Marradi) castello affiancato da 2 torri al naturale uscente dalla troncatura accompagnato da - 3 stelle (8 raggi) di oro poste 1,2 tutto su azzurro - 3 bande di argento su rosso - aquila bicipite di nero coronata di oro su oro in capo (citato in LEOM) Troncato: nel 1° d'azzurro al castello al naturale, munito di due torri dello stesso, sormontato da una stella di 8 raggi d'oro e accostato ai lati da due stelle uguali; nel 2° di rosso a tre bande d'argento; il tutto col capo d'oro carico di un'aquila bicipite spiegata di nero, coronata del campo |
|        | Piantino (Biella) Troncato, al 1° d'argento, alla pianta di rovere di verde, rivestita da una pianta di vite, decussata e ridecussata, fogliata e fruttata al naturale, al 2° d'azzurro, al bue passante, d'argento Motto: Lente et caute (citato in (22)) |
|        | Piasa o Piazza (Cremona) d'argento al leone scaccato d'oro e d'azzurro, sormontato da una stella di otto raggi di rosso (citato in BLCR) Immagine in Blasonario Cremonese (archiviato dall'url originale il 7 aprile 2014). |
|        | Piatesi (Bologna) fasciato di rosso e d'azzurro; al capo dell'impero (citato in (12) – pag. 609) |
|        | Piatti (Valtellina) d'argento, ad una porta d'azzurro aperta del campo, fiancheggiata da due torrioni merlati dello stesso (citato in (2) – pag. 432, in (7) - pag. 116 (d'argento, al castello di azzurro, aperto del campo, e finestrato dello stesso nelle due torri, di tre pezzi ciascuna 2, 1) e in DAlena) |
|        | Piatti (Milano) Titolo: conti di Carpignano Sesia D'argento, al castello d'azzurro (citato in (22)) |
|        | Piatti (Valle d'Andorno) Inquartato, al 1° e 4° d'azzurro, al castello d'argento, finestrato dello stesso e aperto del campo, al 2° e 3° di verde, a sette corone d'oro, 1, 2, 1, 2, 1 (citato in (22)) |
|        | Piatti (Firenze) Di..., al castello turrito di due pezzi di... (citato in (20)) |
|        | Piatti (Milano) guerriero uscente dalla troncatura armato al naturale posto in maestà tenente col braccio destro una lancia posta in palo su argento - bandato di azzurro e di argento (citato in LEOM) |
|        | Piatti (Teglio (Valtellina)) castello quadrato a 2 torri merlato alla ghibellina di argento su azzurro (citato in LEOM) |
|        | Piatti o Piatti dal Pozzo (Verona, Lazise) castello a una sola torre di argento aperto e finestrato di nero su terrazzo di verde uscente dalla punta su azzurro (citato in LEOM) |
|        | Piatti (Cesena) (la blasonatura non è stata ancora caricata) (citato in BLCW) Immagine in Blasone Cesenate. |
|        | Piatti dal Pozzo (Lazise) torre di azzurro a 2 palchi su argento aperta del campo - pozzo di rosso con la carrucola il secchio e l'anello di oro su argento (citato in LEOM) |
|        | Piattineri o Platineri (Pinerolo) Fasciato ondato d'oro e d'azzurro, con il capo d'argento, carico di un leone di rosso, nascente (citato in (22)) |
|        | Piattoli (Peccioli) D'oro, al grifone di rosso, e alla banda attraversante d'argento caricata di tre gigli d'azzurro, posti in sbarra (citato in (20)) |
|        | Piazza (Forlì) partito di rosso e d'azzurro, il primo caricato di una mezz'aquila spiegata d'argento coronata d'oro uscente dalla partizione; il secondo a tre stelle d'oro ordinate in palo (citato in (2) – pag. 382, in (7) - pag. 150 e in DAlena) |
|        | Piazza (Cesena) (la blasonatura non è stata ancora caricata) (citato in BLCW) Immagine in Blasone Cesenate. |
|        | Piazza o Platea (Biella) D'azzurro, al globo d'argento, cerchiato e crociato d'oro alias Troncato, al 1° d'argento, al globo d'azzurro, cerchiato e crociato d'oro, al 2° d'azzurro, al giglio d'oro Motto: Pour la plume la fleur (citato in (22)) |
|        | Piazza (Nizza Monferrato) D'argento, al palo d'azzurro Motto: Spera in Dio (citato in (22)) |
|        | Piazzi (Ponte in Valtellina, Milano) aquila di nero su oro - albero di pino silvestre al naturale uscente dalla punta su azzurro (citato in LEOM) |
|        | Piazzini (Prato) Troncato: nel 1º d'oro, al gallo fermo di nero; nel 2º scaccato di rosso e di nero (citato in (20)) |
|        | Piazzoni (Cremona, Padova) torre di argento su azzurro - stambecco di oro rampante contro il tronco di un albero al naturale sradicato su troncato di argento e scaccato di rosso e di argento (citato in LEOM) |
|        | Piazzoni (Brescia, Roma, Napoli) albero di pino accompagnato da - una capra rampante tutto al naturale su ristretto erboso di verde su argento - cancellato di verde su rosso (citato in LEOM) |

### Pic
| Stemma | Casato e blasonatura |
| ------ | --- |
|        | Pica o Pica Alferi (L'Aquila) Titolo: patrizi dell'Aquila Inquartato: nel 1° e 4° d'oro alla pica (uccello) di nero passante e movente dalla sinistra dello scudo; nel 2° e 3° d'argento a tre fasce ondate d'azzurro (citato in DAlena e in (23)) uccello gazza (pica) di nero passante su oro - 3 fasce ondate di azzurro su argento (citato in LEOM) alias troncato: nel 1° d'oro alla banda di vajo accostata da due rose; nel 2° d'azzurro al semivolo d'argento trafitto da un dardo (citato in DAlena) |
|        | Picardi (Messina) Inquartato: nel 1° d'argento, con l'aquila spiegata di nero, guardante l'ombra di un sole, orizzontale a destra; nel 2° d'azzurro colla sbarra centrata d'argento, caricata da tre stelle del campo, addestrata da una cometa d'argento, posta in banda; nel 3° d'azzurro, con un Ieone rivolto d'oro, rampante contro la torre del medesimo, aperta e murata di nero, movente dalla partizione; nel 4° d'argento, coll'albero di verde, nodrito sovra un terreno dello stesso, con l'ombra del sole d'oro orizzontale a sinistra (citato in (25)) Notizie storiche in Famiglie nobili di Sicilia. |
|        | Picca (Molfetta) d'azzurro, alla picca d'oro col puntale d'argento e astata di rosso, posta in banda (citato in DAlena e in ) |
|        | Piccalugo d'azzurro, al leone d'oro, tenente con tre zampe un tralcio di vite, fruttato e fogliato dello stesso (citato in (7) – pag. 168) |
|        | Piccardi (Firenze) D'azzurro, all'albero di pino d'argento nodrito su un monte di tre cime dello stesso, e sostenuto da due leoni affrontati d'oro (citato in (20)) |
|        | Piccardi (Firenze) albero di leccio (simile alla quercia) al naturale su monte a 3 cime di azzurro sostenuto da - 2 leoni controrampanti di nero su argento (citato in LEOM) |
|        | Piccardi o Piccardo o Picardo D'azzurro, a due rastrelli, sormontati da tre picche, il tutto d'argento (citato in (22)) due rastrelli e tre picche poste sopra di essi, il tutto d'argento in campo d'azzurro (citato in (27)) Cimiero: la testa del re Mida / una testa con lunghe orecchie (Mida) |
|        | Piccardini (Firenze) Di..., a due fasce di..., e al capo di..., caricato di un monte di sei cime di... (citato in (20)) |
|        | Picchi (Firenze) D'azzurro, a tre uccelli (picchi) al naturale, 2.1, i due soranti e affrontati, linguati di rosso, e l'uno posto in palo di dorso dal volo abbassato, il tutto accompagnato da cinque stelle d'oro, 1.1.2.1 (citato in (20)) |
|        | Picchi da Bagnolo (Firenze) D'azzurro, all'uccello (picchio) sorante d'oro, accompagnato da due stelle a otto punte dello stesso poste nei cantoni del capo (citato in (20)) |
|        | Picchianti (Firenze) Troncato: nel 1º di rosso, al crescente montante d'argento; nel 2º d'azzurro, al crescente rovesciato d'argento; con la fascia dello stesso passata sulla troncatura e caricata della croce di rosso alias Troncato: nel 1º di rosso, al crescente montante d'argento; nel 2º di nero, al crescente rovesciato d'argento; con la fascia dello stesso passata sulla troncatura e caricata della croce di rosso (citato in (20)) |
|        | Piccia o Picia (Carignano, Torino) Titolo: consignori di Garzigliana D'azzurro, al leone d'argento, armato e linguato d'oro alias Inquartato, al 1° e 4° d'azzurro, al leone d'argento, armato e linguato d'oro, al 2° e 3° troncato di rosso e d'argento, al leone dell'uno nell'altro; sul tutto troncato, d'oro, all'aquila di nero, e d'argento, al castello di tre torri, di rosso Motto: Alta petit recta qui tendit (citato in (22)) |
|        | Piccinelli (Bergamo) giacca di pelliccia di ermellino accompagnata da - 3 gigli di argento posti 1,2 su azzurro - biscia di verde ondeggiante in palo su monte a 3 cime dello stesso uscente dalla punta coronata di oro accompagnata da - 2 stelle (6 raggi) di oro poste in fascia tutto su argento (la biscia può essere anche di argento o cornuta o linguata di rosso) (citato in LEOM) |
|        | Piccinetti (Fiesole, Pistoia) Troncato: nel 1º d'argento, alla stella a otto punte di rosso; nel 2º bandato di sei pezzi d'azzurro e d'argento; alla fascia d'oro passata sulla troncatura alias Troncato: nel 1º d'azzurro, alla stella a otto punte d'oro; nel 2º d'azzurro, a tre sbarre di rosso; alla fascia d'oro passata sulla troncatura (citato in (20)) |
|        | Piccini (Firenze, Scarperia) Di..., a tre rami di..., fioriti di un pezzo ciascuno di..., e nodriti sulle cime di un monte di sei cime di... (citato in (20)) D'argento, a tre rami fioriti e nodriti sulle cime di un monte di sei cime di verde |
|        | Piccini (Trevi) (la blasonatura non è stata ancora caricata) Notizie storiche nel sito della Associazione Pro Trevi. |
|        | Piccini (Todi) (la blasonatura non è stata ancora caricata) Notizie storiche nel sito della Associazione Pro Trevi. |
|        | Piccini (Todi, Milano) fede di carnagione vestita di rosso uscente dai lati opposti dello scudo traversante - 2 spade incrociate punte al basso di argento guarnite di oro tutto su azzurro (citato in LEOM) |
|        | Piccinini (Abruzzo) (la blasonatura non è stata ancora caricata) (citato in DAlena) |
|        | Piccinini o Piccinino (Belvedere Langhe ?) D'azzurro, al braccio vestito di rosso, con il polsino bianco. muovente dal fianco sinistro dello scude e tenente con la mano di carnagione un ramo di palma (?), di verde (citato in (22)) |
|        | Piccinini (Ascoli Piceno) colonna di argento posta su monte a 3 cime di verde uscente dalla punta cimata da - colomba rivolta di argento accompagnata da - 5 stelle (8 raggi) di oro poste in semicerchio tutto su azzurro (citato in LEOM) |
|        | Piccinini (Cesena) (la blasonatura non è stata ancora caricata) (citato in BLCW) Immagine in Blasone Cesenate. |
|        | Piccinini (Cesena) (la blasonatura non è stata ancora caricata) (citato in BLCW) Immagine in Blasone Cesenate. |
|        | Piccioli (Firenze) Troncato: nel 1?? d'azzurro, a tre gigli d'oro ordinati fra i quattro pendenti di un lambello dello stesso; nel 2?? d'oro, a due bande d'azzurro (citato in (20)) |
|        | Piccioli (Firenze) Di..., all'uccello (colomba) di..., posato rivolto sulla cima di un monte di tre cime di..., e tenente nel becco un rametto di... (citato in (20)) |
|        | Picciolli (Pistoia) Di rosso, alla fascia d'argento bordata d'azzurro, e al destrocherio attraversante armato al naturale, tenente in palo una mazza d'arme pure attraversante e al naturale (citato in (20)) |
|        | Picciolli (Pistoia, Firenze) braccio destro armato uscente da destra impugnante con la mano di carnagione una mazza d'arme al naturale attraversante - 2 fasce di rosso su azzurro (citato in LEOM) |
|        | Piccione (Catania) Titolo: barone di Monterotondo, barone di Grassura d'argento all'albero sulla pianura erbosa, sostenente una colomba tenente un ramoscello d'olivo nel becco, il tutto al naturale (citato in Mango, in (23) e in (25)) albero fondato su terrazzo erboso cimato da - una colomba della pace tutto al naturale su argento (citato in LEOM) Notizie storiche in Famiglie nobili di Sicilia. |
|        | Piccioni (Guastalla, Bozzolo, Torino) colomba della pace al naturale su monte a 3 cime di verde uscente dalla punta su azzurro (citato in LEOM) |
|        | Piccioni (Acquapendente) 3 piccioni rivolti di argento su fascia di rosso su oro - aquila coronata di nero in alto su oro (citato in LEOM) |
|        | Piccioni (Villanuova sul Clisi) al piccione rivoltato (citato in Piovanelli) |
|        | Piccirilli (Molise, Napoli) Titolo: marchese di San Giovanni a Frosolone D'azzurro al leone d'oro con un bastone del medesimo attraversante in banda, col capo parimenti d'azzurro caricato di tre rose di rosso ordinate in fascia e sostenuto da una divisa d'oro (citato in DAlena) d'azzurro al leone d'oro con un filetto ed una banda del medesimo, col capo d'azzurro caricato da tre rose rosse ordinate in fascia (citato in (23)) filetto in banda di oro su - leone rampante dello stesso su azzurro - 3 rose di rosso poste in fascia su azzurro in capo - trangla di oro (citato in LEOM) |
|        | Picco o Pichi (Cuneo, Pinerolo) Titolo: nobile D'azzurro, alla picca d'oro, manicata di rosso, bullettata d'argento, posta in banda, accompagnata da due picchi, di nero, beccati e membrati di rosso, soranti (citato in (22) e in (27)) alias di azzurro, con una picca d'oro posta in banda, ferrata d'argento, e manicata di rosso, accompagnata da due picchi d'argento, con l'ali levate, imbeccati e membrati di rosso (citato in (27)) Cimiero: il picchio come nello scudo Motto: Infestantia tollo |
|        | Picco (Avigliana) Di rosso, a tre fasce scaccate d'argento e d'azzurro alias Di rosso, alla fascia scaccata di tre file, d'azzurro e d'argento Motto: Piccolo sono alto spero (citato in (22)) |
|        | Piccolellis (Ravello) Di azzurro a cinque crescenti montati di argento disposti in croce alias di argento alla croce di azzurro caricata di cinque crescenti del campo (citato in DAlena) |
|        | Piccoli (Vicenza) 2 putti (bambini) al naturale tenentesi abbracciati con entrambe le mani su azzurro (citato in LEOM) |
|        | Piccoli (Verona) leone rampante al naturale su azzurro accompagnato in capo da - stella (8 raggi) di oro su azzurro (citato in LEOM) |
|        | Piccolo (Palermo) Titolo: barone di Calanovella; marchese d'azzurro al guerriero armato d'argento con l'elmo chiuso, impugnante colla destra una spada alta in palo, tenente uno scudo nel braccio sinistro sopra un terrazzo al naturale, sinistrato nel capo da una stella d'oro (citato in (23), in (25) e in Mango) guerriero armato testa rivolta a sinistra elmo chiuso di argento tenente con la destra una spada posta in palo e con la sinistra uno scudo su terrazzo di verde su azzurro - stella (6 raggi) di oro in alto a destra su azzurro (citato in LEOM) Notizie storiche in Famiglie nobili di Sicilia. |
|        | Piccolo (Napoletano, Sicilia) D'azzurro, con un guerriero armato d'argento, l'elmo chiuso, impugnante nella destra una spada alta in palo, e tenente nel braccio sinistro lo scudo, il tutto dello stesso, posto sopra un terrazzo al naturale sinistrato nel capo da una stella d'oro (citato in (24) e in (25)) Notizie storiche in Famiglie nobili di Sicilia. |
|        | Piccolomini (Siena, Pienza, Firenze, Roma e Sicilia) d'argento, alla croce d'azzurro, caricata di cinque crescenti d'oro (FR) d'argent à la croix d'azur, chargée de croissants d'or. (citato in CROL – pag. 238, in (2) – pag. 115, in (7) - pag. 114 e in DAlena) 5 lune montanti di oro su croce di azzurro su argento (citato in LEOM) (la blasonatura non è stata ancora caricata) (citato in BNDD) Immagine ne L'araldica sarteanese nei secoli. Motto: Et Deo et hominibus |
|        | Piccolomini o Piccolomini di Sticciano o Piccolomini di Modanella o Piccolomini Clementini o Piccolomini Carli o Piccolomini d'Aragona o Piccolomini Naldi Baldini (Siena, Pienza, Firenze, Roma) 5 lune montanti di oro su croce di azzurro su argento - capo d'Impero (citato in LEOM) |
|        | Piccolomini (Siena, Firenze) D'argento, alla croce d'azzurro caricata di cinque crescenti montanti d'oro, 1.3.1 alias D'argento, alla croce d'azzurro caricata di cinque crescenti montanti d'oro, 1.3.1, con il capo d'oro all'aquila spiegata di nero coronata del campo alias D'argento, alla croce d'azzurro caricata di cinque crescenti montanti d'oro, 1.3.1, con il capo di Santo Stefano alias Troncato: nel 1º d'argento, alla croce d'azzurro caricata di cinque crescenti montanti d'oro; nel 2º inquartato, a/ di rosso alla torre d'argento, b/ palato d'oro e di rosso, c/ interzato in palo con il 1º d'argento a tre fasce di rosso, il 2º d'azzurro seminato di gigli d'oro, il 3º d'argento alla croce di Gerusalemme d'oro, d/ d'argento, al leone d'azzurro alias Partito: nel 1º d'oro, alla croce dentata d'azzurro, accantonata da quattro stelle a otto punte dello stesso; nel 2º inquartato, a/ di rosso, alla torre d'argento, b/ palato d'oro e di rosso, c/ interzato in palo con nel 1º d'argento a tre fasce di rosso, nel 2º d'azzurro seminato di gigli d'oro, nel 3º d'argento alla croce di Gerusalemme d'oro, d/ d'argento al leone d'azzurro (citato in (20)) |
|        | Piccolomini d'Aragona (Napoli, Celano) Titolo: barone di Balsorano, Pescina, Carapelle, Scafati; conte di Celano, Gagliano; marchese di Capestrano, Deliceto, Montesoro; duca di Amalfi, Laconia; principe di Maida, Valle di Casale Inquartato: nel 1° e nel 4 di Aragona che è inquartato nel 1° e nel 4°, d'oro, a tre pali di rosso: 2° e nel 3°, interzato in palo: 1º fasciato di otto pezzi o di rosso e d'argento; nel 2º d'azzurro, seminato di gigli d'oro; nel 3º d'argento, alla croce potenziata d'oro, accantonata da 4 crocette dello stesso; nel 2° e nel 3° di Piccolomini che è d'argento, alla croce d'azzurro, caricata di cinque crescenti d'oro Miniatura in - Cultura Italia un patrimonio da esplorare. alias d'argento alla croce piena d'azzurro, caricata di cinque crescenti montanti d'oro (citato in DAlena e in (24)) alias d'argento alla croce d'azzurro caricata da cinque lune montanti d'oro; col capo d'oro all'aquila spiegata di nero coronata del campo (citato in (24)) Notizie storiche in Nobili napoletani. |
|        | Piccolomini di Modanella (Siena) (inquartato: nel 1° e 4° d'azzurro, a tre gigli d'oro, che è di Francia; nel 2° e 3° d'argento, alla croce d'azzurro, caricata di cinque crescenti d'oro, che è dei Piccolomini) (citato in Atti della Consorteria Piccolomini in ASSI) |
|        | Piccolomini (Messina) d'argento, alla croce d'azzurro, caricata da cinque crescenti montanti d'oro (citato in Mango) |
|        | Piccolomini (Cesena) (la blasonatura non è stata ancora caricata) (citato in BLCW) Immagine in Blasone Cesenate. |
|        | Piccolomini Febei (Orvieto) 5 lune montanti di oro su croce di azzurro su argento - motto AVE in lettere maiuscole di nero su argento poste A - VE in 2 partiture distinte (nel 1° e 4° del controinquartato) - sole raggiante di oro su azzurro - stella (8 raggi) di oro su azzurro (citato in LEOM) |
|        | Piccolomini Salamoneshi (Siena) partito nel primo d'argento al leone di rosso ;nel secondo d'argento, alla croce d'azzurro caricato di cinque crescenti d'oro; al capo dell'Impero. (citato in ARSI) |
|        | Piccolomini Tedeschini (Sarteano) (la blasonatura non è stata ancora caricata) (citato in BNDD) Immagine ne L'araldica sarteanese nei secoli. |
|        | Piccolomini Tedeschini (Sarteano) (la blasonatura non è stata ancora caricata) (citato in BNDD) Immagine ne L'araldica sarteanese nei secoli. |
|        | Piccone (Ivrea) Titolo: conti di Santa Brigida; signori di Quassolo; consignori di Lessolo, Romano D'azzurro, al leone d'oro, tenente con le zampe anteriori una picca d'argento Motto: Non per forza (citato in (22)) |
|        | Piccone o Piccono (Ivrea) Titolo: conti di Vallemosso Interzato in fascia; il 1° d'azzurro, a tre stelle d'argento; il 2° di rosso, a tre corone d'argento, ordinate in fascia; il 3° d'oro, a tre spade al naturale abbassate, una accanto all'altra (citato in (22) e in (27)) |
|        | Piccone (Firenze) 3 alabarde al naturale in palo su rosso - 3 stelle (5 raggi) di argento su azzurro in capo - 3 corone di rosso su trangla di argento (citato in LEOM) |
|        | Piccone (Firenze) 3 mazze d'armi al naturale in palo poste in fascia su rosso - 3 corone di rosso su filetto in fascia di argento su azzurro in capo - 3 stelle (6 raggi) di argento poste in fascia in alto sull'azzurro del capo (citato in LEOM) |
|        | Picconi (Colle) Di..., a due picconi decussati di... (citato in (20)) |
|        | Picconi (Firenze) Partito: nel 1º di..., a tre martelli (picconi) di..., posti in banda e ordinati l'uno sull'altro; nel 2º di..., all'albero sradicato di... e alla fascia attraversante di... caricata di tre gigli di..., posti nel senso della pezza (citato in (20)) |
|        | Piccono (Torino) interzato in fascia di azzurro di rosso e di oro - 3 stelle (5 raggi) di argento poste 2,1 su azzurro - 3 corone di argento poste in fascia su rosso - 3 spade al naturale punte al basso in palo poste in fascia su oro (citato in LEOM) |
|        | Picedi (Sarzana) Troncato: nel 1º d'azzurro, all'arco di rosso, armato della freccia dello stesso; nel 2º di rosso, a sei bisanti d'argento, 3.2.1; al filetto in fascia d'argento passato sulla troncatura (citato in (20)) alias Troncato: nel 1º d'azzurro, all'arco d'argento, armato della freccia dello stesso; nel 2º di rosso, a sei bisanti d'argento, 3.2.1; al filetto in fascia d'argento passato sulla troncatura (Immagine nella Raccolta stemmi Trippini (JPG).) |
|        | Picedi Benettini (Sarzana, Arcola) arco incoccato freccia della punta a sinistra di nero su argento - 6 palle di argento poste in piramide rovesciata su azzurro (citato in LEOM) |
|        | Picella (Forino, Avellino) Titolo: baroni d'azzurro al cigno sopra un monte erboso, stringente nel becco un serpente al naturale (citato in (23)) cigno su monte erboso uscente dalla punta stringente nel becco un serpentello tutto al naturale su azzurro (citato in LEOM) Motto: Prudentia et vigilantia |
|        | Picenardi (Parma) liocorno rampante scodato (privo di coda) di rosso su argento (citato in LEOM) |
|        | Picenardi (Cremona) Titolo: marchesi di Calvatone d'argento al liocorno inalberato e scodato di rosso (citato in BLCR) Immagine in Blasonario Cremonese (archiviato dall'url originale il 7 aprile 2014). Motto: Il tempo e Dio |
|        | Pichi (Borgo Sansepolcro) d'azzurro, a tre uccelli (picchi) d'oro, posati in palo; col capo d'Angiò (citato in (7) – pag. 47) D'azzurro, a tre uccelli (picchi) d'oro, posati e posti in palo, 2.1, e al capo cucito d'Angiò (citato in (20)) alias D'azzurro, a tre uccelli (picchi) d'oro, posati e posti in palo, 2.1, e al capo di Santo Stefano (citato in (20)) |
|        | Pichi (San Sepolcro) 3 picchi (uccelli) di oro posti 2,1 in banda su azzurro - capo d'Angiò cucito (citato in LEOM) |
|        | Pichi (Ancona) troncato cuneato di oro e di azzurro - capo d'Angiò - trangla di oro (citato in LEOM) |
|        | Pichi Sermolli (San Sepolcro, Buggiano, Firenze) 3 picchi (uccelli) di oro posti 2,1 in banda su azzurro - capo d'Angiò cucito (sulla prima partizione) - zampa di leone di oro posta in banda stringente una catena di nero da cui pende un peso di oro tutto su azzurro (citato in LEOM) |
|        | Piciocchi (Avellino) banda doppiomerlata di oro accompagnata da - 2 stelle (6 raggi) dello stesso poste in sbarra tutto su rosso (citato in LEOM) |
|        | Pico e Picho (Genova) troncato, innestato, merlato di rosso e d'argento di 9 pezzi, 4 di rosso e 5 d'argento (citato in (2) – pag. 364, in (7) - pag. 142, in DAlena e in Mango) |
|        | Pico (Casale) Titolo: conti di Casorzo, Uviglie; signori di Castelvecchio, S. Germano; consignori di Cellamonte, Ottiglio, Rosignano, Terruggia Di rosso, al leopardo, coronato d'oro, illeonito alias Troncato, al 1° inquartato, di rosso al leone d'argento, con la coda bifida, e d'oro, a tre fasce di nero, al 2° di Pico alias Di rosso, al leopardo coronato, d'oro, illeonito, con il capo d'oro, carico di un'aquila, di nero Motto: Vidi (citato in (22)) |
|        | Pico della Mirandola (Mirandola) Titolo: conti di Roddi; signori di Oleggio Scaccato d'argento e d'azzurro, con il capo d'oro, sostenuto di rosso, carico di un'aquila di nero, linguata di rosso, accostata da due scudetti, fasciati d'argento e d'azzurro, con il leone coronato, di rosso, attraversante, il leone dello scudetto di destra rivoltato alias Inquartato, al 1° e 4° d'oro, all'aquila di nero, armata, membrata e coronata del campo (Mirandola), al 2° e 3° d'argento, a tre fasce d'azzurro, con il leone coronato, di rosso, attraversante (Concordia), con la fascia di rosso sulla troncatura, lo scudo con il capo d'oro, attraversante sull'inquartato, carico di un'aquila di nero, bicipite, armata, membrata e coronata, di rosso; sul tutto di Pico, che è scaccato d'argento e d'azzurro (citato in (22)) |
|        | Picolli e Picolli de' Grandi (Milano, Torino, Napoli, Roma) d'argento, all'albero sradicato di verde sostenente un'aquila (o picchio) col volo abbassato. (citato in (17)) alias d'azzurro all'albero sradicato di verde sostenente un'aquila (o picchio) col volo abbassato. (citato in (18)) alias d'argento all'albero sradicato sostenente un'aquila, il tutto al naturale. (citato in (19)) alias d'argento all'albero troncato alla radice sostenente un'aquila, il tutto al naturale. (citato in (4)) albero troncato (senza radici) cimato da una aquila tutto al naturale su argento (citato in LEOM) alias d'argento all'albero al naturale sostenente un'aquila (o picchio) di nero dal volo abbassato. (citato in (33)) alias due colli al naturale con cielo pure al naturale (citato in (33)) |
|        | Picone (Sicilia) D'azzurro, con un uccello d'argento, posato sopra il monte di tre cime d'oro, movente dalla punta, col sole del medesimo, orizzontale a destra (citato in (25)) Notizie storiche in Famiglie nobili di Sicilia. |

### Pid
| Stemma | Casato e blasonatura |
| ------ | --- |
|        | Pidoll (Merano) 3 rose di rosso su sbarra di oro su rosso - luna di argento a sinistra - paleo (trottola) di oro in basso a destra su rosso (citato in LEOM) |
|        | Pidrioli (Cesena) (la blasonatura non è stata ancora caricata) (citato in BLCW) Immagine in Blasone Cesenate.                                                |
|        | Pidrioli (Cesena) (la blasonatura non è stata ancora caricata) (citato in BLCW) Immagine in Blasone Cesenate.                                                |

### Pie
| Stemma | Casato e blasonatura |
| ------ | --- |
|        | Piella (Modena) albero di pino al naturale su terrazzo di verde su argento (citato in LEOM) |
|        | Piera Di rosso, alla cintura d'argento, posta in fascia, la fibbia a sinistra, e con tre pendagli in forma di cuore (citato in (22)) |
|        | Pieracchi (Lucca) Di cielo, alla fiamma di rosso posta in punta sul terreno al naturale, e accompagnata in capo da due stelle a otto punte d'oro (citato in (20)) |
|        | Pieracchi (Pisa) D'oro, all'albero di pino sradicato al naturale, fruttifero del campo, sostenuto da due leoni pure al naturale, lampassati di rosso (citato in (20)) |
|        | Pieraccini (Firenze) D'azzurro, al ramo di rosaio di verde, fiorito di un pezzo di rosso e bocciolato di due pezzi dello stesso (citato in (20)) |
|        | Pieraccini o Pieraccini della Scala (Toscana) (DE) In Blau 1 natürliche grünbeblätterte rote Rose mit 2 halbgeöffneten Knospen am linken Stengel (citato in (28)) |
|        | Pieralli (Firenze) Inquartato di rosso, d'azzurro, d'oro e d'argento, alla croce attraversante inquartata in decusse d'oro, d'argento, di rosso e d'azzurro (citato in (20)) |
|        | Pieralli (Firenze) D'azzurro, allo scaglione d'argento, accompagnato da tre stelle a cinque punte d'oro, 2.1 (citato in (20)) |
|        | Pierallini (Firenze) D'azzurro, alla fascia diminuita d'oro, sormontata da un destrocherio di carnagione vestito di rosso, impugnante tre spighe al naturale; il tutto posto in mezzo a tre stelle a otto punte d'oro, 2.1 (citato in (20)) (DE) In Blau 1 goldener Balken, begleitet oben von 1 aus dem linken Schildrand hervorkommenden und 3 garbenweise gestellte goldene Ähren haltenden rotbekleideten Rechtarm und darüber von 2 achtstrahligen goldenen Sternen balkenweise, unten von 1 achtstrahligen goldenen Stern (citato in (28)) |
|        | Pierard (Fiesole) Di rosso, alla fascia scaccata di tre file d'argento e di nero, accompagnata in capo da due chiavi affiancate d'oro, poste in palo con l'anello in basso, e in punta da un piccone posto in banda dello stesso (citato in (20)) |
|        | Pieratti (Firenze) Partito d'argento e di rosso, a due gigli di Firenze dell'uno nell'altro, ciascuno sormontato da una stella dello stesso (citato in (20)) |
|        | Pierazzi (San Miniato) D'azzurro, a sei stelle a otto punte d'oro, tre ordinate in capo e tre in palo, queste ultime accostate da due crescenti montanti d'argento (citato in (20)) (Immagine nella Raccolta stemmi Trippini (JPG).) alias D'azzurro, a sei stelle a sei punte d'oro, tre ordinate in capo e tre in palo, queste ultime accostate da due crescenti montanti d'argento (citato in (20)) |
|        | Pierazzi (San Miniato) 2 lune montanti di argento poste in fascia su azzurro - 6 stelle (8 raggi) di oro di cui 3 poste in fascia in alto su azzurro e 3 poste in palo verso la punta su azzurro (citato in LEOM) |
|        | Pierazzini (Firenze) D'argento, al destrocherio di carnagione vestito di rosso, impugnante una spada alta di..., accostata da quattro stelle a otto punte, 2.2 (citato in (20)) |
|        | Pierazzini (Pisa) D'azzurro, a tre alberi (peri) al naturale, fruttiferi dello stesso, nodriti sulle tre cime superiori di un monte di sei cime di verde (citato in (20)) |
|        | Pierfranceschi (Cagli) (la blasonatura non è stata ancora caricata) (citato in DAlena) |
|        | Pieri (Siena) D'azzurro, alla fascia d'argento caricata di tre rose di rosso, sormontata da un grifone d'oro nascente dalla pezza stessa e impugnante una spada alta d'argento, e accompagnata in punta da una stella a otto punte d'oro (citato in (20)) alias D'azzurro, alla fascia d'argento caricata di tre rose di rosso, sormontata da un grifone d'oro nascente dalla pezza stessa e impugnante una spada alta d'argento, e accompagnata in punta da una stella a sei punte d'oro (citato in (20)) (Immagine nella Raccolta stemmi Trippini (JPG).) |
|        | Pieri (Siena) 3 rose di rosso su fascia di argento su azzurro - grifo rampante nascente dalla fascia di oro tenente nella zampa destra una spada posta in palo sempre di oro su azzurro - stella (6 raggi) di oro in basso su azzurro (citato in LEOM) |
|        | Pieri (Prato, Firenze) Partito d'oro e d'azzurro, a due stelle a otto punte dell'uno nell'altro alias Partito: nel 1° troncato, a/ d'azzurro, al giglio d'oro accostato da due stelle a sei (o otto) punte dello stesso, b/ d'argento, al castello turrito di due pezzi di rosso, aperto e finestrato del campo; nel 2° troncato d'argento e d'azzurro, a due stelle a sei (o otto) punte dell'uno nell'altro (citato in (20)) |
|        | Pieri (Pistoia) Troncato: nel 1° d'argento, al rincontro di bue di nero; nel 2° d'oro, a tre cappelli all'antica (o prelatizi) di nero, 2.1; con la fascia di rosso passata sulla troncatura (citato in (20)) |
|        | Pieri (Pisa) D'azzurro, a tre fasce d'oro, e a tre gigli dello stesso posti fra la seconda e la terza fascia (citato in (20)) alias D'argento, alla sbarra d'azzurro attraversata dalla banda d'oro; con il capo d'Angiò (citato in (20)) 3 gigli di oro inframezzati a 4 gocce di un lambello di rosso tutto su azzurro - banda di oro su sbarra di azzurro su argento (croce di Sant'Andrea composta) (citato in LEOM) |
|        | Pieri o Pieri dell'Unicorno (Toscana) (DE) In Silber 1 goldener Schrägbalken überdeckt von 1 blauen Schräglinksbalken, beide oben begleitet von 1 vierlätzigen roten Turnierkragen mit je 1 goldenen Lilie zwischen den Lätzen (citato in (28)) |
|        | Pieri (Firenze) Di..., a due semivoli levati e addossati di..., accompagnati da quattro rose di..., tre ordinate in capo e una in mezzo ai semivoli (citato in (20)) |
|        | Pieri o Pieri Benozzus (Toscana) (DE) In silber-blau gespaltenem Feld 2 achtstrahlige Sterne in verwechselten Tinkturen (citato in (28)) |
|        | Pieri (Firenze) giglio di oro affiancato da - 2 stelle (6 raggi) dello stesso su azzurro - stella (6 raggi) di azzurro su argento - castello a 2 torri di rosso su argento aperto e finestrato del campo - stella (6 raggi) di argento su azzurro (citato in LEOM) |
|        | Pieri da Piano (Siena) Troncato d'azzurro e d'oro, al destrocherio di carnagione vestito al naturale nel secondo, tenente un ramo di pero pure al naturale e fruttifero dello stesso, attraversante sul troncato (citato in (20)) |
|        | Pieri da Radda (Firenze) Fasciato di sei pezzi di... e di..., al palo attraversante di..., caricato di tre stelle a sei punte di... (citato in (20)) |
|        | Pieri del Lion Bianco (Firenze) D'argento, all'albero di pino al naturale, nodrito su un monte di tre cime di verde uscente dalla punta, e accompagnato da tre stelle a sei punte d'oro, 1.2 (citato in (20)) |
|        | Pieri del Lion d'Oro (Firenze) Di..., all'albero di..., nodrito sul terreno di..., e al bue coricato di... attraversante al tronco (citato in (20)) |
|        | Pieri di Ser Ricciardo (Firenze) D'azzurro, al leone d'oro tenente con le branche anteriori una bandiera d'argento caricata della croce di rosso e astata d'oro (citato in (20)) |
|        | Pieri Scodellari (Firenze) D'argento, alla sbarra d'azzurro e alla banda attraversante d'oro alias D'argento, alla sbarra d'azzurro e alla banda attraversante d'oro, con il capo d'Angiò (citato in (20)) |
|        | Pieri Scolari o Pieri Scodellari (Toscana) (DE) In Silber 1 goldener Schrägbalken überdeckt von 1 blauen Schräglinksbalken (citato in (28)) |
|        | Pierino o Peri o Perino (Trapani, Palermo) (d'oro, allo scaglione di rosso, accompagnato da tre conchiglie di nero ?) alias (partito d'argento e d'azzurro, allo scaglione dell'uno all'altro) (citato in Mango) |
|        | Pierleoni (Roma, Città di Castello, Matelica) d'argento, al leone scaccato d'oro e di nero (citato in (7) – pag. 156) leone rampante scaccato di oro e di nero su argento (citato in LEOM) |
|        | Pierleoni (Matelica, Pesaro) leone rampante di oro su monticello di verde uscente dalla punta mirante - stella (6 raggi) di oro tutto su azzurro - 3 stelle (6 raggi) di oro poste 1,2 su azzurro in capo - trangla di rosso (citato in LEOM) |
|        | Pierleoni (Roma) (la blasonatura non è stata ancora caricata) (Immagine nell' Archivio Storico Capitolino (PDF) (archiviato dall'url originale il 4 marzo 2016).) |
|        | Pierleoni (Cesena) (la blasonatura non è stata ancora caricata) (citato in BLCW) Immagine in Blasone Cesenate. |
|        | Piermattei (Tolentino) compasso aperto punte al basso sostenente una colomba tutto di argento su azzurro - 3 stelle (6 raggi) di oro poste in fascia in alto su azzurro - luna montante di oro tra le punte del compasso in basso su azzurro (citato in LEOM) |
|        | Piero di Ser Ricciardo (Toscana) (DE) In Blau 1 goldener Löwe, mit 2 Pranken 1 naturfarben gestielte und mit 1 roten Kreuz belegte silberne Fahne haltend (citato in (28)) |
|        | Pieroni (Toscana) (DE) In blau-rot gespaltenem Feld 1 schwarzer Hut in der Bruststelle, dieser unten besetzt mit 1 wellenförmigen silbernen Band?, und 1 silbernes Kreuz in der Nabelstelle (citato in (28)) |
|        | Pieroni (Toscana) (DE) In blau-rot gespaltenem Feld 1 schwarzer Hut in der Bruststelle, dieser unten besetzt mit 1 wellenförmigen silbernen Band?, und 1 silbernes Kreuz in der Nabelstelle (citato in (28)) |
|        | Pieroni della Torre (Firenze) Di..., alla torre di due piani di..., caricata alla base da un monte di sei cime di... alias Di..., alla torre di due piani di..., attraversata alla base da un monte di sei cime di... (citato in (20)) |
|        | Pierotti monte a 3 cime uscente dalla punta di verde sormontato da - giglio di oro tutto su azzurro (citato in LEOM) |
|        | Pierozzi (Firenze) Bandato di sei pezzi d'azzurro e d'oro, a tre stelle a otto punte del secondo caricate sul terzo pezzo del primo (citato in (20)) |
|        | Pierozzi (Toscana) (DE) In Rot 1 silberner Löwe, überhöht von 1 silbernen Krone (citato in (28)) |
|        | Pierozzi (Camerino, Todi) 3 stelle (6 raggi) di oro sulla centrale di - 3 sbarre di azzurro su oro (citato in LEOM) |
|        | Pierozzi dell'Ancisa (Firenze) Di..., alla banda di..., caricata di tre pere di..., picciolate e fogliate di due pezzi di..., poste nel senso della pezza (citato in (20)) |
|        | Pierucci (Firenze) Partito: nel 1° troncato d'azzurro e di verde, alla stella a otto punte d'oro nel primo, nascente dalla troncatura; nel 2° d'argento, al bue furioso di rosso; il tutto abbassato sotto il capo dell'Impero (citato in (20)) mezza stella (8 raggi) di oro nascente dalla troncatura del troncato di azzurro e di verde - toro rampante di rosso su argento - aquila bicipite di nero coronata su ambo le teste di oro su oro in capo (citato in LEOM) |
|        | Pierus (Toscana) (DE) Gold-blau geteilt, unten 2 goldene Wellenbalken (citato in (28)) |
|        | Pieruzzi (Firenze) D'argento, alla fascia diminuita di rosso, accompagnata da due rami di rosaio di verde, fioriti di un pezzo di rosso, 1.1; il tutto abbassato sotto il capo d'Angiò (citato in (20)) |
|        | Pietra (Firenze) D'oro, a tre plinti coricati di rosso, 2.1, e al capo dell'Impero alias Inquartato: nel 1° e 4° di rosso, all'uccello (colomba) sorante d'argento; nel 2° e 3° d'oro, a tre plinti coricati di rosso, 2.1; il tutto abbassato sotto il capo dell'Impero (citato in (20)) |
|        | Pietra Santa (Milano) (la blasonatura non è stata ancora caricata) (Immagine nella Raccolta stemmi Trippini (JPG).) |
|        | Pietraccini (Roma) leone rampante nascente al naturale dalla troncatura su argento - 3 bande di rosso su oro (citato in LEOM) |
|        | Pietramala (Arezzo) d'azzurro, a 6 plinti d'oro ordinati 3, 2, 1 (citato in (2) – pag. 442, in (7) - pag. 148 e in DAlena) |
|        | Pietramellara Vass (Roma) albero di melo di verde uscente dalla partizione su argento - sciame di api di oro su argento - monte a 3 cime di verde a sinistra uscente dalla partizione su argento - capo d'Angiò - fascia di argento su bandato di oro e di azzurro (citato in LEOM) |
|        | Pietramellara Vass (Roma) 3 fasce di oro su azzurro (citato in LEOM) |
|        | Pietramellari (Bologna) inquartato: nel 1ºe 4º d'argento, al monte di sei cime di verde sormontato da uno sciame d'api e addestrato da un melo al naturale; al capo d'Angiò; nel 2ºe 3º bandato d'oro e d'azzurro alla fascia d'argento attraversante (Bianchi); sul tutto dell'inquartato di (?) a tre fasce di (?) (Vasè) (citato in (12) – pag. 617) |
|        | Pietrasanta (Milazzo, Trapani) Titolo: conte; principe di San Pietro d'azzurro a tre colonne d'argento, ordinate in fascia, le due laterali sostenenti un arco, quello di mezzo cimata di un'ostia sacra al naturale, col capo d'oro all'aquila spiegata di nero coronata d'oro (citato in (23)) d'azzurro a tre colonne d'argento, ordinate in fascia, le due dei lati sostenente un arco dello stesso, quella di mezzo cimata da un'ostia sacra figurata al naturale, col capo d'oro, all'aquila spiegata di nero, membrata, imbeccata e coronata d'oro (citato in Mango e in (25)) 3 colonne di argento di cui 2 laterali portanti un arco dello stesso e la centrale più piccola sormontata da una ostia caricata della sigla "JHS" in lettere msiuscole di nero l'H sormontata da una croce tutto su azzurro - aquila di nero coronata di oro su oro in capo (citato in LEOM) alias d'azzurro al tempietto di quattro colonne d'oro col capo dello stesso, caricato dell'aquila spiegata di nero (citato in Mango, in (23) e in (25)) tempietto di 4 colonne di oro su azzurro - aquila di nero su oro in capo (citato in LEOM) Corona di principe Notizie storiche in Famiglie nobili di Sicilia. Ulteriori notizie storiche in Famiglie nobili di Sicilia. |
|        | Pietravalle (la blasonatura non è stata ancora caricata) (citato in DAlena) |
|        | Pietraviva (Chieri) Titolo: consignori di Bardassano, Moriondo Palato d'oro e di rosso, ogni palo d'oro caricato verso il capo di una pietra ovoidale, nera Motto: Laus Deo (citato in (22)) |
|        | Pietri (Livorno) D'azzurro, alla torre di due piani d'argento, fondata sul terreno al naturale e addestrata da un leone rivolto d'oro (citato in (20)) |
|        | Pietro di Grazia (Siena) Di nero, a tre bande diminuite d'argento (citato in (20)) |
|        | Pietromarchi (Velletri, Roma) 2 pigne al naturale su fascia alzata di rosso - anfora di oro a 2 anse su azzurro - rosa di rosso su oro in capo (citato in LEOM) |
|        | Pietropaoli (Abruzzo) (la blasonatura non è stata ancora caricata) (citato in DAlena) |

### Pig
| Stemma | Casato e blasonatura |
| ------ | --- |
|        | Pighini di rosso, allo scaglione d'oro, accompagnato a tre crescenti montanti d'argento (citato in (7) – pag. 142) |
|        | Pigliagrilli (Pistoia) Partito d'oro e d'azzurro, al capo attraversante d'Angiò (citato in (20)) |
|        | Pigliuzzi (Firenze) Di..., al grugno di cinghiale di... (citato in (20)) |
|        | Pigna (Napoletano) (la blasonatura non è stata ancora caricata) (citato in (24)) |
|        | Pignatelli (Napoli) Titolo: barone di Cinquefronde, Trentola, Misiano, Filocaso, Ioppolo, Rosarno, Morbogallico, San Venere, Tufara, Boiano; conte di Caserta, Monteleone, Borrello, Briatico, Melissa; marchese di San Mauro, Caronia, Casalnuovo, Colletorto; duca di Monteleone, Ferrandina, San Marco, Tolve, Alliste, Montecalvo; principe di Montecorvino, Monteroduni, Strongoli d'oro, a tre pentole di nero, 2 e 1, quelle in capo affrontate. (FR) d'or à trois pignates de sable posé(e) s 2 et 1. (EN) or three pignates sable arranged 2, 1. (citato in CROL – pag. 19, in (2) - pag. 495 (tre pignatte di ferro poste 2, 1 in campo d'oro) e in (7) - pag. 148) d'oro a tre pignatte di nero, disposte 2 e 1 (citato in (24)) Notizie storiche in Nobili napoletani.                                                                                        |
|        | Pignatelli (Montecalvo, Casalnuovo, Monteroduni, Napoli, Roma) Titolo: Marchesi di Paglieta D'oro con tre pignatte di nero disposte 2, 1 con un lambello a tre pendenti di rosso nel capo (citato in DAlena) 3 pignatte (pentola panciuta) poste 1,2 di nero sormontate da - lambello a 3 gocce di rosso su oro (citato in LEOM) (Immagine nella Raccolta stemmi Trippini (JPG).) |
|        | Pignatelli (Napoli, Oria, Catania, Spagna) Titolo: barone di Pietra, Belice, Burgio, Millusio, Mussiaro, Guastanella, Baccarati, Riesi; conte di Monteleone, Borrello; marchese di Favara, del Valle; duca di Monteleone, Terranova; principe di Castelvetrano, Noia Placidia; principe del S. R. I. d'oro, a tre pignatte di nero 2 e 1 (citato in Mango e in (25)) Mantello di velluto scarlatto frangiato d'oro. Corona di principe Notizie storiche in Famiglie nobili di Sicilia. Ulteriori notizie storiche in Famiglie nobili di Sicilia. |
|        | Pignatelli (Roma, Napoli) 3 pignatte (pentola panciuta) poste 1,2 di nero su oro - 3 pignatte (pentola panciuta) poste 1,2 di nero sormontate da - lambello a 3 gocce di rosso su oro (citato in LEOM) |
|        | Pignatelli (Tropea) d'oro con tre pignatte nere poste due ed una caricate nel capo dal labello a tre pendenti di rosso (citato in BLCL) Immagine e notizie storiche in Tropea Magazine. |
|        | Pignatelli (Tropea) (LA) campum aureum tres nigros pignatellos duos desuper et unum subter (citato in BLCL) Notizie storiche in Tropea Magazine. |
|        | Pignatelli Aragona (Napoli, Biarritz (Francia), Sicilia, Spagna) 3 pignatte (pentola panciuta) poste 1,2 di nero su oro - 4 pali di rosso su oro (citato in LEOM) |
|        | Pignatelli o Pignatelli Aragona Cortez (Roma, Napoli, Catania, Castelvetrano) Titolo: Principe del Sacro Romano Impero Duca di Terranova Principe di Castelvetrano Marchese di Avola Marchese della Favara Marchese di Caronia Conte di Burgetto Barone di Casteltermini, Menfi, S. Angelo Muxaro, Montedoro, Belice, Pietra Belice, Birribaida, Guastanella e Baccarasi oltre i titoli napolitani di Principe di Noia Marchese di Cerchiara Patrizio Napolitano Predicati di Senise, Casalnuovo e Amendolara, Principe di Valle Principe di Maida Duca di Bellosguardo, di Lacconia, di Girifalco e di Orta Marchese di Montesoro e di Gioiosa Conte di Celano Predicati di S. Vito, Luciante, S. Demetrio, Stefanocore, S. Floro, Castelmenardo di Calabria e Polia d'oro a tre pignatte di nero 2 e 1 (citato in (25)) Notizie storiche in Famiglie nobili di Sicilia. |
|        | Pignatelli o Pignatelli Aragona Cortez (Roma, Napoli, Catania, Castelvetrano) 4 pali di rosso su oro - 4 pali di rosso su oro e bordura di azzurro caricata di 8 crocette di argento - 3 pignatte (pentola panciuta) poste 1,2 di nero su oro (citato in LEOM) |
|        | Pignatelli di Monteroduni (Napoletano) d'oro a tre pignatte di nero, disposte 2 e 1, sormontate da un lambello rosso di tre pendenti (citato in (24)) Notizie storiche in Nobili napoletani. |
|        | Pignatelli di Strongoli (Napoli) d'oro, a tre pignatte di nero (citato in (4) – Vol. III pag. 126) alias partito, nel 1°d'oro a tre pignatte di nero, disposte 2 e 1; nel 2° d'oro a tre pignatte di nero, disposte 2 e 1, sormontate da un lambello rosso di tre pendenti (citato in (24)) Notizie storiche in Nobili napoletani. |
|        | Pignatta (Carmagnola) Troncato, d'azzurro e d'oro, a tre pignatte, di rosso (citato in (22)) |
|        | Pignattelli (Cesena) (la blasonatura non è stata ancora caricata) (citato in BLCW) Immagine in Blasone Cesenate. |
|        | Pignatti (Ravenna) d'azzurro, alla pignatta d'oro colma di monete del medesimo ed il capo d'argento caricato della croce biforcata di rosso della Religione di Santo Stefano (citato in (2) – pag. 79, in (7) - pag. 112 e in DAlena) |
|        | Pignatti (Modena) pignatta di oro spezzata a destra ricolma di monete dello stesso delle quali alcune fuoriescono dalla fessura su azzurro - 3 stelle (6 raggi) di oro poste in fascia in alto su azzurro (citato in LEOM) |
|        | Pignatti Morano (Modena, Custoza, Firenze, Buenos Aires) pignatta (pentola panciuta) rotta da cui fuoriescono monete sormontata da - 3 stelle (6 raggi) poste in fascia tutto di oro su azzurro - albero di gelso sradicato (moro) di verde su oro - 3 rose di argento poste 2,1 su rosso - banda accompagnata da 8 stelle (6 raggi) poste in doppia sbarra tutto di oro su azzurro (citato in LEOM) |
|        | Pignocchi (Bologna, Rimini) 3 bande di rosso su argento - 3 pigne di verde poste in fascia su azzurro in capo - trangla di rosso (citato in LEOM) |
|        | Pignocco (Sicilia) d'azzurro, al leone d'oro, rampante ad un albero di pino (pegno) al naturale (citato in Mango e in (25)) Notizie storiche in Famiglie nobili di Sicilia. |
|        | Pignone (Napoli) Titolo: marchese di Lupara; principe di Alessandria d'azzurro alla fascia d'oro accompagnata da cinque pigne dello stesso, tre in capo e due in punta (citato in (24)) Notizie storiche in Nobili napoletani. |
|        | Pignone del Carretto e Del Carretto (Molise, Napoli) Titolo: principe d'Alessandria, marchese d'Oriolo, marchese di Lupara, patrizio Napoletano, predicato di Castro Regio e Farneto D'azzurro alla fascia d'oro accompagnata da cinque pigne del medesimo, 3 nel capo e 2 in punta (citato in DAlena e in (23)) fascia di oro su azzurro - 5 pigne di oro poste 3,2 in doppia fascia su azzurro (citato in LEOM) |
|        | Pigozzi (Toscana) D'azzurro, alla fascia diminuita d'argento, accompagnata in capo da tre stelle a otto punte dello stesso, e in punta da un albero al naturale, nodrito sul terreno dello stesso e sostenuto da due uccelli soranti d'argento (citato in (20)) |

### Pil
| Stemma | Casato e blasonatura |
| ------ | --- |
|        | Pila (Spoleto) (la blasonatura non è stata ancora caricata) (Immagine nella Raccolta stemmi Trippini (JPG).) |
|        | Pila (Spoleto) torre al naturale su terrazzo di verde cimata da - un albero di pino silvestre al naturale accompagnata in capo da - 2 stelle (6 raggi) di oro poste in fascia su azzurro - traversante una fascia di oro su azzurro (citato in LEOM) |
|        | Pilareni d'azzurro, al pellicano con la sua pietà il tutto d'argento sanguinoso di rosso (citato in (7) – pag. 146) |
|        | Pilastri (Toscana) (DE) In Gold 1 blaues endgezähntes Kreuz (citato in (28)) |
|        | Pilastri (Cesena) (la blasonatura non è stata ancora caricata) (citato in BLCW) Immagine in Blasone Cesenate. |
|        | Pilati o Pilato (Monte San Giuliano) Titolo: barone di Rocca di Giglio; marchese della Gran Torre d'argento, al cato (vaso) manicato di nero, sormontato da tre palle dello stesso, male ordinate (citato in Mango e in (25)) cato (secchio) di argento manicato di nero - 3 palle poste 1,2 in capo di nero tutto su argento (citato in LEOM) Corona di marchese Notizie storiche in Famiglie nobili di Sicilia. Ulteriori notizie storiche in Famiglie nobili di Sicilia. |
|        | Pilati (Brescia) giglio di oro accompagnato in capo e in punta da - 2 rastrelli affrontati di argento posti in doppia fascia appuntati tutto su azzurro (citato in LEOM) |
|        | Pilati (Maderno, Toscolano) d'azzurro, al leone d'oro seduto su uno sgabello dello stesso ed afferrante con le branche anteriori un'aquila sorante di nero (citato in Piovanelli) |
|        | Pilestri (Firenze) Trinciato e controbandato ondato d'oro e di rosso alias Bandato ondato d'argento e di nero, alla banda diminuita attraversante di rosso alias Vaiato di rosso e d'oro alias Fasciato ondato di... e di..., alla banda diminuita attraversante di... (citato in (20)) |
|        | Pilli (Firenze, Prato) Di rosso, al palo di vaio bordato d'oro (citato in (20)) (DE) In Rot 1 goldbordierter Pfahl in silber-blauem Pfahlfeh (citato in (28)) alias Di rosso, al palo di vaio bordato d'oro, con il capo d'Angiò caricato dello scudetto del Popolo fiorentino (citato in (20)) |
|        | Pilli (Pistoia) D'azzurro, a sei stelle a otto punte d'oro, ordinate in cinta (citato in (20)) |
|        | Pilli (Sarteano) (la blasonatura non è stata ancora caricata) (citato in BNDD) Immagine ne L'araldica sarteanese nei secoli. |
|        | Pillicciari (Firenze) D'oro, al semivolo abbassato d'azzurro (citato in (20)) |
|        | Pilloni (Firenze) Di..., alla gemella in banda di... (citato in (20)) |
|        | Pilo (Sassari, Genova, Ecuador, Perù) Partito: nel 1° d'azzurro al pino di verde, sostenuto da 2 leoni d'oro coronati affrontati e controrampanti, sormontato da 3 stelle d'argento. Nel 2° d'oro alla mano destra di carnagione col braccio vestito d'argento impugnante un fascio di crini di nero (citato in DAlena) |
|        | Pilo (Palermo) Titolo: barone di Brucato; conte di Capaci; marchese di Torretta, Marineo; principe di Roccacolomba d'azzurro a due leoni coronati d'oro, controrampanti ad un albero di pero sradicato fruttato d'oro sormontato da tre stelle d'argento (citato in (23)) d'azzurro, a due leoni coronati d'oro, affrontati e controrampanti ad un albero di pero sradicato al naturale, fruttifero d'oro, sormontato da tre stelle dello stesso (citato in Mango) d'azzurro, con due leoni coronati d'oro, affrontati e controrampanti ad un albero di pino al naturale col fusto sradicato dello stesso sormontato da tre stelle pur d'oro (citato in (25)) albero di pero sradicato al naturale fruttifero di oro sormontato da - 3 stelle (6 raggi) dello stesso poste 1,2 - accompagnato da 2 leoni controrampanti coronati di oro tutto su azzurro (citato in LEOM) Cimiero: un drago d'oro, tenente colle zampe due mazze dello stesso in decusse Mantello di velluto scarlatto. Corona ed elmo di conte, cimato da un drago d'oro tenente colle zampe due mazze del medesimo poste in s. Andrea Notizie storiche in Famiglie nobili di Sicilia. Ulteriori notizie storiche in Famiglie nobili di Sicilia. |
|        | Pilo Sassari) castello affiancato da 2 torri di oro su azzurro - braccio destro uscente da destra vestito di argento tenente con la mano di carnagione una testa di turco recisa al naturale su rosso (citato in LEOM) |
|        | Pilo Bacci (Roma) Titolo: nobile dei marchesi di Marineo; nobile dei baroni della Salina di Chiusagrande; conte di Capaci inquartato al 1° e 4°: d'azzurro a due leoni coronati d'oro, affrontati e controrampanti ad un albero di pino al naturale col fusto sradicato d'oro, accompagnato in capo da tre stelle (6) d'oro male ordinate (Pilo); al 2° e 3° d'azzurro al monte di sei cime accompagnato in capo da tre stelle (8) male ordinate, il tutto d'oro. (Bacci) (citato in (25)) albero di pero sradicato al naturale fruttifero di oro sormontato da - 3 stelle (6 raggi) dello stesso poste 1,2 - accompagnato da 2 leoni controrampanti coronati di oro tutto su azzurro - monte a 6 cime al naturale di oro uscente dalla partizione su azzurro - 3 stelle (8 raggi) di oro poste 1,2 in alto su azzurro (citato in LEOM) Notizie storiche in Famiglie nobili di Sicilia. |
|        | Pilo Boyl o Di Boyl (Torino, Milano, Roma, Sassari, Como) Inquartato: nel 1° d'azzurro al pino di verde sostenuto da 2 leoni d'oro coronati affrontati e controrampanti sormontato da 3 stelle d'argento; nel 2° d'oro alla mano destra di carnagione col braccio vestito d'argento impugnante un fascio di crini di nero (citato in DAlena) albero di pino sradicato di verde sostenuto da - 2 leoni controrampanti di oro sormontati da - 3 stelle (6 raggi) di argento poste 1,2 tutto su azzurro - avambraccio destro di carnagione uscente da sinistra vestito di argento afferrante un mazzo di crini di nero su oro - toro passante di rosso su oro - 4 pali di rosso su oro (citato in LEOM) |
|        | Piloni (Asolo) Fasciato d'argento e di nero, di quattro pezzi; alla banda d'ermellino attraversante sul tutto Motto: Soli deo onor et gloria (citato in DAlena) |
|        | Piloni (Trichiana, Belluno, Soave) banda squamata di argento ogni squama caricata di una codina di armellino di nero su - fasciato di argento e di nero (4 pezzi) (citato in LEOM) |
|        | Piloni (Verona) 3 frecce mancanti di penna poste a doppio ventaglio di rosso su oro (citato in LEOM) |
|        | Pilosio o Pilosi Titolo: consignori di Falicon D'oro, all'orso passante, di nero (citato in (22)) |
|        | Pilosio di Castelpagano (San Daniele del Friuli, Tricesimo) lancia di argento banderuolata bifida di rosso posta in sbarra su - croce latina di nero posta in banda tutto su oro - castello a una torre merlato alla ghibellina di argento fondato su terrazzo di verde su rosso (citato in LEOM) |
|        | Pilugi (Pistoia) Troncato di rosso e di verde, alla fascia, divisa nel senso della pezza d'oro e d'azzurro, passata sulla partizione; il tutto abbassato sotto il capo d'azzurro, caricato di un leone nascente d'oro (citato in (20)) |

### Pim
| Stemma | Casato e blasonatura                                                                                    |
| ------ | --- |
|        | Pimadori (Toscana) (DE) In Blau 1 roter Drache, überdeckt von 1 silbernen Schrägbalken (citato in (28)) |

### Pin
| Stemma | Casato e blasonatura |
| ------ | --- |
|        | Pinacci (Firenze) Troncato: nel 1° d'argento, alla sbarra diminuita d'oro ingolata da due teste di leone dello stesso, addestrato di rosso, a due fasce d'oro; nel 2° d'azzurro, alla fascia d'oro e al castello turrito di rosso attraversante alias Troncato: nel 1° d'argento, alla sbarra diminuita d'oro ingolata da due teste d'orso dello stesso, addestrato di rosso, a due fasce d'oro; nel 2° d'azzurro, alla fascia d'oro e al castello turrito di rosso attraversante (citato in (20)) |
|        | Pinacci o Pinacci della Chiave (Toscana) (DE) Unter 1 silbernen Schildhaupt, darin 2 einwärtsgekehrte und mit den Zungen verbundene abgerissene goldene Löwenköpfe, der rechte gestürzt, in Blau 1 verbreiterter goldener Balken, das Ganze überdeckt von 1 dreitürmigen roten Burg (citato in (28)) |
|        | Pinadelli (Treviso) 3 spazzole di argento su banda di rosso nel senso della pezza i peli verso l'alto su oro (citato in LEOM) |
|        | Pinali (Sondrio) allocco (uccello simile al gufo) al naturale posto in maestà su 3 monti di verde uscenti dalla punta sormontato da - 3 stelle (5 raggi) di argento poste 1,2 tutto su azzurro (citato in LEOM) |
|        | Pinamonti (Pistoia) D'argento, all'albero di pino di verde, nodrito su un monte di sei cime d'oro (citato in (20)) |
|        | Pinas (Molise) (la blasonatura non è stata ancora caricata) (citato in DAlena) |
|        | Pinceti (Ovada) D'argento, all'albero al naturale, nodrito sulla campagna di verde, sostenuto da due leoni affrontati coronati d'oro (citato in (35)) |
|        | Pinchetti Sanmarchi (Mantova, Roma) 3 pini silvestri al naturale su terrazzo di verde su azzurro - serafino in alto posto in banda su azzurro - leone di San Marco di oro su azzurro - sole uscente di oro e luna rivolta di argento su azzurro - palo contromerlato di rosso su 3 fasce di azzurro su argento (citato in LEOM) |
|        | Pinchia (Ivrea) Titolo: conti di Banchette; baroni di Vignale D'azzurro, all'olivo, al naturale Motto: Pax praemium pacis (citato in (22)) |
|        | Pinchia (Ivrea, Torino, Banchette) Titolo: conti di Banchette; nobili D'azzurro, all'olivo, al naturale Motto: Pax praemium pacis (citato in (22)) |
|        | Pinchia (Castello di Banchette, Torino) albero di olivo sradicato al naturale su oro (citato in LEOM) |
|        | Pinedo o De Pinedo (Napoli, Roma) Titolo: marchesi d'azzurro al pino col fogliame diviso in tre gruppi, su di un terreno di verde, sostenuto a sinistra da un leone al naturale, con una cometa d'oro con la coda in tre raggi posta in fascia Motto: Non redeo nisi victor (citato in (23)) |
|        | Pineider (Toscana) Troncato: nel 1° di rosso, all'aquila dal volo spiegato di nero; nel 2° d'azzurro, all'albero di pino al naturale, accostato da due torri dello stesso (citato in (20)) |
|        | Pinella o Pinelli (Ovada) Di rosso, a sei pigne di verde, poste 3, 2, 1; col capo di Genova (citato in (35)) |
|        | Pinella o Pinelli (Ovada) D'azzurro, a sette pigne al naturale, i gambi in basso, disposte 1, 2, 1, 2, 1 (citato in (35)) |
|        | Pinelli (Genova) di rosso, a sei pigne d'oro poste 3, 2, 1 (FR) de gueules, à six pommes de pin d'or posées 3, 2, 1 (EN) gules, six pinecones or arranged 3, 2, 1 |
|        | Pinelli (Firenze) D'azzurro, alla pina al naturale, gambuta dello stesso, sostenuta a destra da un montone d'argento e a sinistra da un cane di rosso, controrampanti alias D'oro, al ramo di pino sradicato di verde, cimato da una pina al naturale, e sostenuto da due buoi furiosi di rosso (citato in (20)) |
|        | Pinelli o Pinelli-Gentile (Genova) Titolo: marchesi; signori di Tagliolo Di rosso, a tre pigne d'oro alias Di rosso, a tre pigne d'oro, con il capo d'argento carico di una croce di rosso alias Partito di Pinelli e Gentile (citato in (22)) |
|        | Pinelli o Pinelly (Cuorgnè, Torino, Roma) Titolo: conti D'argento, al pino al naturale, fruttato d'oro, nutrito sulla pianura erbosa (citato in (22)) alias Di rosso, al pino al naturale, fruttato d'oro, nutrito sulla pianura erbosa (citato in (22)) albero di pino silvestre al naturale su terrazzo erboso dello stesso fruttato di oro su argento (citato in LEOM) |
|        | Pinelli (Napoletano) Titolo: conte di Copertino; marchese di Galatone, Tursi, Civitasantangelo, Veglie, Leverano; duca di Acerenza, Tocco; principe di Belmonte di rosso, a sei pigne d'oro disposte 3, 2, 1 (citato in (24)) Notizie storiche in Nobili napoletani. |
|        | Pinelli (Sicilia) Di rosso, con sei pine d'oro ordinate 3,2,1 (citato in (25)) Notizie storiche in Famiglie nobili di Sicilia. |
|        | Pinelli Gentile (Genova, Tagliolo, Monferrato) 6 pigne di oro poste in piramide rovesciata su rosso - croce di rosso su argento in capo (sulla prima partizione) - croce di azzurro su oro vuota al centro (scaccato di oro e di azzurro di 9 pezzi sproporzionato perché ristretto lateralmente) (citato in LEOM) |
|        | Pinelli Gentile (Genova, Tagliolo, Monferrato) albero di pino nodrito su terrazzo erboso tutto al naturale fruttato di oro su rosso (citato in LEOM) |
|        | Pinello (Abruzzo) (la blasonatura non è stata ancora caricata) (citato in DAlena) |
|        | Pinerolio (Lesegno) Di [...], al pino di verde (citato in (22)) |
|        | Pini (Bologna) d'argento, al pino al naturale fruttato d'oro; al capo d'Angiò (citato in (12) – pag. 620) |
|        | Pini (Siena) D'oro, a tre bande d'azzurro alias Bandato di sei pezzi d'oro e di nero; con il capo dell'Impero (citato in (20)) |
|        | Pini (San Miniato, Firenze) Troncato: nel 1° d'azzurro, all'aquila dal volo spiegato d'argento, coronata d'oro, sormontata da tre gigli dello stesso ordinati fra i quattro pendenti di un lambello d'argento; nel 2° d'argento, all'albero di pino al naturale, nodrito sul terreno dello stesso, accostato in capo da due stelle a sei punte d'oro (citato in (20)) aquila di argento coronata di oro sormontata da - 3 gigli tra 4 gocce di un lambello tutto di argento su azzurro - albero di pino di verde su terrazzo di rosso affiancato da - 2 stelle (6 raggi) di oro tutto su argento (citato in LEOM) alias Troncato: nel 1° d'azzurro, all'aquila dal volo spiegato d'argento, coronata d'oro, sormontata da tre gigli dello stesso ordinati fra i quattro pendenti di un lambello d'argento; nel 2° d'argento, all'albero di pino al naturale, nodrito sul terreno dello stesso, accostato in capo da due stelle a otto punte d'oro (citato in (20)) |
|        | Pini (Pistoia) D'azzurro, al pastorale posto in palo d'oro (citato in (20)) |
|        | Pini (Pisa) D'azzurro, all'albero di pino sradicato al naturale, accostato da due stelle a sei punte d'oro alias Inquartato: nel 1° e 4° d'azzurro, all'albero di pino sradicato al naturale, accostato da due stelle a sei punte d'oro; nel 2° e 3° d'oro, allo scaglione di verde, accompagnato da tre rami di palma dello stesso, 2.1 (citato in (20)) |
|        | Pini (Pinerolo) D'argento, alla fascia accompagnata da tre pini, il tutto di nero (citato in (22)) |
|        | Pini (Mandello del Lario, Milano) albero di pino silvestre nodrito su terrazzo erboso al naturale su oro - 3 fasce convesse di oro su rosso - aquila di nero su argento in capo (citato in LEOM) |
|        | Pini del Lion Bianco (Firenze) D'azzurro, al leone d'argento tenente con le branche anteriori un fascio di tre pine d'oro (citato in (20)) |
|        | Pini del Pino o Pini del Pino del Lion Nero (Firenze) D'azzurro, all'albero di pino al naturale, fruttifero dello stesso, nodrito su un monte di tre cime d'argento e accompagnato in capo da tre stelle a otto punte d'oro, 1.2 (citato in (20)) (DE) In Blau 1 naturfarbene Pinie mit goldenen Früchten, 1 silbernen Dreiberg besetzend und begleitet oben und beidseitig von je 1 achtstrahligen goldenen Stern (citato in (28)) |
|        | Pini delle Stelle (Firenze) D'azzurro, a tre pine d'oro, 2.1, cimate ciascuna da una stella a otto punte dello stesso (citato in (20)) |
|        | Pinna (Bosa) D'azzurro alla torre d'argento fondata sulla pianura arida al naturale e sormontata da un'aquila al naturale, rostrata d'oro, tenente col rostro una penna d'argento (citato in DAlena) |
|        | Pinna (Macomer) (la blasonatura non è stata ancora caricata) (Immagine nella Raccolta stemmi Trippini (JPG).) |
|        | Pinna (Macomer) torre di argento fondata su terrazzo arido al naturale sormontata da - una aquila dello stesso tenente nel rostro una penna tutto su azzurro (citato in LEOM) |
|        | Pinna (Pozzomaggiore) braccio destro uscente da sinistra vestito di oro sostenente con la mano di carnagione una penna di argento su azzurro (citato in LEOM) |
|        | Pinna Parpaglia (Sassari, Cagliari, Roma) Di verde al destrocherio armato d'argento tenente con la mano di carnagione una penna pure d'argento (citato in DAlena) |
|        | Pinnampedi (Messina) d'azzurro, alla mano d'aquila d'oro (citato in Mango) |
|        | Pino (Genova) di verde, al pino sradicato e fruttifero d'oro, addestrato da un leone rivolto, rampante contro il tronco e coronato d'oro (citato in CROL – pag. 15, in (2) - pag. 13 e in DAlena (di verde, al pino fruttifero sradicato d'oro addestrato da un leone del medesimo affrontato al tronco) e in (7) - pag 95 (di verde, al pino fruttifero e sradicato d'oro, addestrato e sostenuto da un leone coronato dello stesso)) |
|        | Pinocci (Siena) D'azzurro, alla treccia d'oro, piegata a guisa di lettera M alias D'azzurro, a due delfini guizzanti in palo affrontati d'oro, tenenti in bocca le due estremità di un ramo dello stesso, girato in ghirlanda; il tutto abbassato sotto il capo dell'Impero alias D'azzurro, alla rosa di..., accostata da due delfini d'oro guizzanti in palo affrontati; il tutto abbassato sotto il capo dell'Impero (citato in (20) e in (36 Tavola 66 pag.176) |
|        | Pinos (Sicilia) d'oro, a tre pine di verde; alla bordura di rosso (citato in CROL – pag. 121 e in (25)) Notizie storiche in Famiglie nobili di Sicilia. |
|        | Pinotti Gamba (Pieve di Coriano) monte a 3 cime di verde sormontato da - stella (8 raggi) di azzurro su argento - 3 spighe di grano di oro poste a ventaglio su azzurro (citato in LEOM) |
|        | Pintelli (Firenze) Di..., a due fasce di..., e al capo del secondo caricato di un leone nascente del primo (citato in (20)) |
|        | Pinto (Pecetto) Titolo: conti di Barri di Massone D'argento, al braccio armato tenente tre rose gambute e fogliate, il tutto al naturale, con il capo d'azzurro, carico di tre stelle d'oro, ordinate in fascia (citato in (22)) |
|        | Pinto (Salerno) Titolo: patrizio di Salerno d'oro alla banda d'azzurro a tre rose d'oro, accompagnata nel campo di un labello di tre pendenti di rosso (citato in (23)) 3 rose di oro su banda di rosso su oro - lambello a 3 gocce di rosso in alto a destra su oro (citato in LEOM) |
|        | Pinto (Napoli, Roma) Titolo: marchesi d'oro alla banda d'azzurro caricata di tre rose d'argento, accompagnato nel capo sinistro da un labello di tre pendenti di rosso, nel cantone sinistro di tre stelle d'argento (citato in (23)) 3 rose di argento su banda di azzurro su oro - lambello a 3 gocce di rosso in alto a destra su oro - 3 stelle (5 raggi) di argento poste in fascia in basso a sinistra su oro (citato in LEOM) |
|        | Pinto (Napoletano, Abruzzo) Titolo: barone di Peschici, Piedimonte; marchese di Romagnano, San Giuliano, Trevico, Sant'Agata, Aquara; principe di Ischitella, Montacuto, Migliano d'azzurro ai cinque crescenti d'argento disposti 2,1,2 (ramo abruzzese) (citato in (24)) alias d'argento ai cinque montanti rossi disposti 2,1,2 (ramo napoletano) (citato in (24)) Notizie storiche in Nobili napoletani. |
|        | Pintor (Roma, Cagliari) D'argento alla quercia sradicata al naturale (citato in DAlena) albero di quercia sradicato al naturale su argento (citato in LEOM) |
|        | Pinucci (Volterra) D'oro, all'albero di pino al naturale, e alla fascia attraversante d'azzurro, caricata di tre stelle a otto punte del campo (citato in (20)) |
|        | Pinucci (Firenze) Troncato: nel 1° di..., all'aquila dal volo spiegato di...; nel 2° di..., a tre pine di..., 2.1; con la fascia dell'uno all'altro passata sulla troncatura alias Troncato: nel 1° di..., all'aquila dal volo abbassato di...; nel 2° di..., a tre pine di..., 2.1; con la fascia dell'uno all'altro passata sulla troncatura (citato in (20)) |
|        | Pinzocheri (Firenze) D'argento, all'oca passante di rosso (citato in (20)) |

### Pio
| Stemma | Casato e blasonatura |
| ------ | --- |
|        | Pio (Carpi) inquartato: nel 1º di rosso, alla croce d'argento, colla bordura d'azzurro bisantata d'oro; nel 2º e 3º fasciato di rosso e d'argento di quattro pezzi; nel 4º d'oro, al leone di verde; il tutto abbassato sotto il capo dell'Impero (citato in CROL – pag. 12) |
|        | Pio (Cesena) (la blasonatura non è stata ancora caricata) (citato in BLCW) Immagine in Blasone Cesenate. |
|        | Pio di Savoia (Modena) Inquartato, al 1° di Savoia, con la bordatura d'azzurro, carica di otto bisanti d'oro, al 2° e 3° fasciato di rosso e d'argento, di quattro pezzi, al 4° d'oro, al leone di verde, linguato di rosso; il tutto con il capo d'oro, carico di un'aquila di nero, coronata del campo alias Inquartato, al 1° di Savoia, con la bordatura d'azzurro, carica di otto bisanti d'oro, al 2° e 3° fasciato d'argento e di rosso, di quattro pezzi, al 4° d'oro, al leone di verde; il tutto con il capo d'oro, carico di un'aquila di nero, coronata del campo alias Inquartato, al 1° di Savoia, con la bordatura d'argento, carica di otto rondelle di rosso, al 2° e 3° fasciato di rosso e d'argento, di quattro pezzi, al 4° d'oro, al leone di verde; il tutto con il capo d'oro, carico di un'aquila di nero, coronata del campo alias Inquartato, al 1° di Savoia, con la bordatura d'azzurro, carica di otto rondelle d'argento, al 2° e 3° fasciato di rosso e d'argento, di quattro pezzi, al 4° d'oro, al leone di verde; con il palo di rosso, carico della basilica pontificia, d'oro, con due chiavi, d'oro e d'argento, addossate decussate, con l'ingegno in basso; il tutto sotto un capo d'oro, carico di un'aquila di nero, coronata del campo (citato in (22)) |
|        | Pio di Savoia (Roma) croce di argento su rosso con la - bordura di azzurro caricata di 8 palle di rosso - fasciato di rosso e di argento (4 pezzi) - leone rampante di verde su oro - capo d'Impero (citato in LEOM) |
|        | Piola (Busca) Troncato, di rosso, alla stella (8) d'oro, e d'argento, alla donnola, al naturale (citato in (22)) |
|        | Piola (Sicilia) d'azzurro, all'albero di verde, piantato in una campagna dello stesso, accostato da un guerriero armato di spada e rotella, combattente contro un leone d'oro, posto nel canton sinistro dello scudo (citato in Mango e in (25)) Notizie storiche in Famiglie nobili di Sicilia. |
|        | Piola Caselli (Valenza Po, Alessandria, Torino, Roma) Titolo: nobili; conti Inquartato, al 1° d'azzurro, alla torre d'argento, al 2° d'oro, all'aquila coronata, di nero, al 3° di rosso, a due sbarre d'argento, al 4° d'argento, al braccio destro armato, movente dal lato sinistro dello scudo e impugnante un'ascia, il tutto al naturale (citato in (22)) torre di argento alla guelfa su azzurro - aquila coronata di nero su oro - 2 sbarre di argento su rosso - braccio destro armato uscente da destra afferrante con la mano guantata una ascia (piola in dialetto) tutto al naturale su argento (citato in LEOM) |
|        | Piola Daverio (Milano, Giussano) aquila di nero coronata di oro su oro - 2 fasce innestate di argento e di azzurro su rosso - martello di nero manicato al naturale su argento - fasciato di rosso e di argento - capo d'Impero (sulla seconda partizione) (citato in LEOM) (la blasonatura non è stata ancora caricata) (Immagine nella Raccolta stemmi Topoguz.) |
|        | Piombanti (Firenze) Troncato: nel 1° d'argento, al leopardo al naturale; nel 2° d'azzurro, a tre pali di rosso, caricati ciascuno di una stella a otto punte d'oro; il tutto abbassato sotto il capo dell'Impero (citato in (20)) |
|        | Pios o Pozzo (Torino) filetto di oro in croce su - scaccato di azzurro e di oro (9 pezzi) e - scaccato di rosso e di oro (9 pezzi) (citato in LEOM) |
|        | Pios o Pozzo (Torino) bandato di argento e di rosso - capo d'Impero (citato in LEOM) |
|        | Piossasco (Piossasco, Torino) Titolo: conti di Bardassano, Mallere, Ormea, Piossasco con Airasca, Volvera, None, Scalenghe e Castagnole, di Rivalta; signori di Baldissero, Beinasco, Bicocca, Castelnuovo di Ceva, Cavour, Cercenasco, Envie, Montezemolo, Paesana, Piobesi, Priero, Reano, Sale Langhe, Sangano, S. Dalmazzo, Vigone, Virle; consignori di Alpignano, Bruino, Campiglione, Castelvecchio, Cavallerleone, Ceva, Cumiana, Parpaglia, Priola, Testona D'argento, a nove merli di nero, 3, 3, 2 e 1 (citato in (22)) 9 merli (uccelli) di nero posti in piramide rovesciata su argento (citato in LEOM) alias D'argento, a nove merli di nero, membrati e imbeccati di rosso, 3, 3, 2 e 1 (citato in (22)) |
|        | Piossasco Asinari de Rossi (Piossasco, Torino) Titolo: nobili dei conti di Piossasco, Volvera, Foglietto, None; nobili dei signori di Beinasco, San Dalmazzo, Virle Inquartato: al 1° e 4° d'argento, a nove merli di nero, membrati e beccati di rosso, 3, 3, 2 e 1; al 2° e 3° controinquartato: a) e d) trinciato di rosso e d'argento, b) e c) d'oro, al trapano di nero, sul tutto, d'azzurro, alla torre d'oro, la porta ferrata d'argento, con la bordura composta d'argento e di rosso (citato in (22)) torre di oro merlata (3 pezzi) alla guelfa aperta e finestrata di argento su scudetto di azzurro - bordura composta di rosso e di argento su - 9 merli (uccelli) di nero posti in piramide rovesciata su argento - trinciato di rosso e di argento - trapano di nero su oro in palo (citato in LEOM) alias Inquartato, al 1° e 4° d'oro all'aquila coronata di nero; al 2° e 3° palato d'argento e di rosso, sotto un capo d'argento, carico di tre merli di nero, con becco e gambe, passanti, e sul tutto di Piossasco Motto: Sans faillir - Qui qui (citato in (22)) |
|        | Piotto o Piotti (Novara) Titolo: signori di Pernate Inquartato, al 1° e 4° d'oro, all'aquila coronata, di nero; al 2° e 3° d'azzurro, a quattro fasce doppio merlate, d'oro, il quarto addestrato d'azzurro, carico di tre stelle d'oro, sovrapposte (citato in (22)) |
|        | Piovacari (Cortona) D'argento, a due leoni affrontati al naturale, tenenti una coppa coperta d'azzurro, e al capo di rosso caricato della croce del campo (citato in (20)) 2 leoni controrampanti al naturale tenenti con le zampe anteriori una coppa coperta di azzurro su argento - capo di Savoia (citato in LEOM) |
|        | Piovano (Gassino) Titolo: conti di Mompantero D'azzurro, alla nuvola d'oro, piovente d'argento sopra un monte del secondo, sormontata da un sole, d'oro Motto: Semper foecunda virtus (citato in (22)) |
|        | Piovene o Piovena (Vicenza) Titolo: consignori di Carpenea, Dros (?) D'argento, al leone di rosso alias D'oro, al leone di rosso Motto: Impares nascimur pares morimur (citato in (22)) |
|        | Piovene Porto Godi (Vicenza) leone rampante di rosso su argento (citato in LEOM) |
|        | Piovesana (Oderzo, Mestre, Sacile, Portobuffolé) 3 alberi cipressi di verde su 3 monti dello stesso uscenti dalla punta su argento - colonna corinzia di argento posta su monte al naturale uscente dalla punta cimata da - un cigno di argento su - fascia di rosso caricata di 3 rose di oro - accompagnata da un giglio di argento a destra tutto su azzurro (citato in LEOM) |
|        | Piovini (Vicenza) fascia controinnestata (nebulosa) di argento su troncato di azzurro e di verde - nuvola di argento uscente dal capo vibrante raggi di oro verso la fascia (citato in LEOM) |
|        | Piozzo (Fossano, Savigliano) Titolo: conti di Rosignano; signori di Piozzo Inquartato da un filetto d'oro, al 1° e 4° cinque punti d'azzurro, equipollenti a quattro d'oro, al 2° e 3° cinque punti di rosso, equipollenti a quattro d'oro alias Bandato d'argento e di rosso, con il capo d'oro, carico di un'aquila coronata, di nero (citato in (22)) |

### Pip
| Stemma | Casato e blasonatura |
| ------ | --- |
|        | Piperari o Peverari (Cremona) inquartato in croce di S. Andrea d'argento e d'azzurro, col capo d'oro all'aquila bicipite di nero (citato in BLCR) Immagine in Blasonario Cremonese (archiviato dall'url originale il 7 aprile 2014). |
|        | Piperat d'armellino, alla fede d'argento, manicata d'azzurro (citato in (7) – pag. 128) |
|        | Piperoni (Montefalco) (d'argento, all'albero al naturale uscente da un monte ristretto di tre cime al naturale) (citato in Degli Abbati)                                                                                             |
|        | Pipi o Pepi (Noto) d'oro, a tre pepi di rosso, fogliati di verde (citato in Mango) |
|        | Pipino (L'Aquila) D'argento alla fontana al naturale (citato in DAlena) |
|        | Pipino (Napoli) D'azzurro alla fascia d'argento caricata di 3 conchiglie di rosso, accompagnata in capo da un lambello di tre pendenti dello stesso (citato in DAlena)                                                               |
|        | Pipino (Sicilia) d'argento, alla banda d'azzurro, caricata da tre conchiglie d'oro, accompagnata nel capo da un lambello a tre gocce di rosso (citato in Mango)                                                                      |
|        | Pipino (Tropea) d'azzurro alla fascia d'argento caricata da tre conchiglie di rosso, accompagnata nel capo dal lamelle (lambello) a tre pendenti di rosso (citato in BLCL) Immagine e notizie storiche in Tropea Magazine.           |
|        | Pipino (Tropea) d'argento alla banda d'azzurro caricata da tre conchiglie d'oro, accompagnata nel capo dal lambello a tre pendenti di rosso (citato in BLCL) Immagine e notizie storiche in Tropea Magazine.                         |
|        | Pipino (Tropea) D'azzurro alla fascia d'argento caricata da tre conchiglie di rosso (d'oro ?), accompagnata nel capo dal lamelle a tre pendenti di rosso (citato in BLCL) Immagine e notizie storiche in Tropea Magazine.            |
|        | Pipitone (Palermo) d'azzurro, all'albero di verde, fustato d'oro, cimato da uccello pipitone d'argento coronato d'oro (citato in Mango e in (25)) Notizie storiche in Famiglie nobili di Sicilia.                                    |

### Pir
| Stemma | Casato e blasonatura |
| ------ | --- |
|        | Pira-Sanna (Sardegna) (la blasonatura non è ancora caricata) |
|        | Piraccini (Cesena) (la blasonatura non è stata ancora caricata) (citato in BLCW) Immagine in Blasone Cesenate. |
|        | Pirani (Ferrara, Berlino) albero di pero fruttato sradicato al naturale sostenuto a sinistra da - un leone rampante di oro rivolto - scudetto di argento appeso all'albero a destra caricato del motto in lettere maiuscole di nero "POSSUM QUOD VOLO" tutto su rosso (citato in LEOM) |
|        | Piras (Sassari, Bologna, Bonannaro, Padria, Florinas) D'argento al pero fruttato, nodrito sulla pianura erbosa e sostenuto da due leoni affrontati, il tutto al naturale (citato in DAlena) albero di pero fruttato e nodrito su terrazzo erboso sostenuto da - 2 leoni controrampanti tutto al naturale su argento (citato in LEOM) |
|        | Piratona o Piratone (Ovada) Di verde, al destrocherio di carnagione nascente in banda dal cantone sinistro della punta, armato di una scimitarra alla moresca al naturale, posta in sbarra; col capo d'azzurro, caricato di una vela latina al naturale (citato in (35)) |
|        | Pircher (Merano) castello a 4 merli alla ghibellina aperto di 3 archi acuti di nero su - albero al naturale le radici visibili dall'arco centrale - 2 camosci controrampanti l'albero posti sui merli del castello di oro tutto su rosso (citato in LEOM) |
|        | Piromallo (Napoli) d'azzurro al leone tenente nelle branche anteriori un maglio e fissante una cometa ondeggiante in sbarra nel punto destro del capo, il tutto d'oro, il leone fermo sulla vetta di un monte di tre colli all'italiana d'argento, nascente da una roccia al naturale movente dalla punta dello scudo (citato in (24)) leone rampante di oro tenente con le zampe anteriori una maglio (grosso martello) dello stesso posto in banda su 3 colli di argento posti su una roccia al naturale uscente dalla punta dello scudo tutto su azzurro - cometa di oro posta in sbarra in alto a sinistra su azzurro (citato in LEOM) Notizie storiche in Nobili napoletani. |
|        | Piromallo di Montebello (Napoli) Titolo: duca di Capracotta, marchese, conte, barone di Montebello, predicato di Montebello d'azzurro al leone tenente nelle branche anteriori un maglio e fissante una cometa ondeggiante il tutto d'oro, il leone fermo sulla vetta di un monte di tre colli all'italiana d'argento, nascente da una roccia al naturale (citato in (23)) |
|        | Piromallo Capece Piscicelli (Napoli) leone rampante di oro tenente con le zampe anteriori una maglio (grosso martello) dello stesso posto in banda su 3 colli di argento posti su una roccia al naturale uscente dalla punta dello scudo tutto su azzurro - cometa di oro posta in sbarra in alto a sinistra su azzurro - banda cuneata di oro e di azzurro su rosso - lambello a 3 gocce di oro in alto a destra su rosso (citato in LEOM) |
|        | Piromallo Capece Piscicelli di Montebello (Napoli) Titolo: marchese, conte, nobile dei duchi di Montebello, predicato di Montebello inquartato 1° e 4° d'azzurro al leone tenente nelle branche anteriori un maglio e fissante una cometa ondeggiante il tutto d'oro, il leone fermo sulla vetta di un monte di tre colli all'italiana d'argento, nascente da una roccia al naturale (Piromallo) 2° e 3° di rosso alla banda cuneata d'oro e d'azzurro accompagnata nel capo da un lambello d'oro di tre denti (citato in (23)) inquartato: 1° e 4° d'azzurro al leone tenente nelle branche anteriori un maglio e fissante una cometa ondeggiante in sbarra nel punto destro del capo, il tutto d'oro, il leone fermo sulla vetta di un monte di tre colli all'italiana d'argento, nascente da una roccia al naturale movente dalla punta dello scudo (Piromallo); 2° e 3° di rosso alla banda cuneata d'oro e d'azzurro accompagnata nel capo da un lambello d'oro di tre denti (Capace Piscicelli) (citato in (24)) Notizie storiche in Nobili napoletani. |
|        | Pironi d'oro al cigno di argento con nastro rosso al collo posto sopra un terreno di verde (citato in (4) – Vol. III pag. 587) |
|        | Pironti (Ravello) Di azzurro all'albero di pero naturale; accostato da due leoni controrampanti d'oro (citato in DAlena e in Chiese di Ravello.) |
|        | Pironti (Napoli, Roma) Titolo: duca di Campagna, patrizio di Ravello, col trattamento di Don e Donna d'azzurro al pero nodrito nel terreno erboso al naturale, sostenuto da due leoni controrampanti d'oro (citato in (23) e in (24)) albero di pero su terrazzo di verde sostenuto da - 2 leoni controrampanti di oro tutto su azzurro (citato in LEOM) Ornamenti esteriori: corona e manto di duca Notizie storiche in Nobili napoletani. |
|        | Pironti (Napoli, Montoro) Titolo: conte, nobile dei conti d'azzurro al pero fruttato nodrito sopra la più alta vetta di un monte di tre cime al naturale, il tronco sostenuto da due leoni d'oro controrampanti, col capo d'ermellino (citato in (23)) albero di pero fruttato e nodrito sul medio di 3 monti uscenti dalla punta tutto al naturale su azzurro - 2 leoni controrampanti di oro reggenti l'albero su azzurro - capo di armellino pieno (citato in LEOM) |
|        | Pirovano (Milano) d'azzurro, all'aquila d'argento, linguata di rosso (citato in DAlena) |
|        | Pirovano de Tabiagho (la blasonatura non è stata ancora caricata) (citato in DAlena) |

### Pis
| Stemma | Casato e blasonatura |
| ------ | --- |
|        | maestro Pisa (Prato) Di..., al destrocherio di... vestito di..., impugnante una scure di... (citato in (20)) |
|        | Pisacane (Napoli, Salerno) Titolo: patrizio di Trani, conte d'azzurro alla banda accompagnata in capo da tre stelle, in punta un cane passante col collare il tutto d'argento rivoltata (citato in (23)) banda di argento su azzurro - 3 stelle (8 raggi) poste 2,1 di argento in alto a destra - cane passante collarinato dello stesso in basso a sinistra su azzurro (citato in LEOM) alias d'azzurro alla sbarra d'oro al capo di tre stelle del medesimo, sinistrata in punta da un cane d'argento con la testa rivoltata (citato in (23)) sbarra di oro su azzurro - 3 stelle (6 raggi) di oro in alto a sinistra poste 2,1 su azzurro - cane corrente di argento testa rivolta in basso a destra su azzurro (citato in LEOM) |
|        | Pisanelli (Pescia) Di..., alla banda di losanghe accollate di..., accompagnata in capo da un lambello a quattro pendenti di... (citato in (20) e in DAlena) |
|        | Pisanelli (Molise) D'azzurro alla banda d'argento a due stelle di sei raggi d'argento poste una nel canton sinistro del capo e l'altra in quello destro della punta (citato in DAlena) |
|        | Pisanelli di Napoli (Napoletano) (la blasonatura non è stata ancora caricata) (citato in (24)) |
|        | Pisani (Venezia) Titolo: Patrizi di Venezia d'azzurro, alla donnola rampante d'argento (citato in (7) – pag. 124) |
|        | Pisani o Conti Basderome (Pisa, Venezia) (la blasonatura non è stata ancora caricata) (citato in UNFE) Immagine nella Biblioteca Estense Universitaria (id. 6104). |
|        | Pisani o Conti Basderome (Pisa, Venezia) (la blasonatura non è stata ancora caricata) (citato in UNFE) Immagine nella Biblioteca Estense Universitaria (id. 6103). |
|        | Pisani (Fiesole, Firenze) Partito: nel 1° troncato d'azzurro e d'argento, al leone dell'uno all'altro, tenente una croce latina di rosso; nel 2° d'oro, alla croce di rosso accompagnata nel primo cantone da un leone di nero (citato in (20)) leone rampante troncato di argento e di azzurro tenente con la destra una croce latina di rosso su troncato di azzurro e di argento - croce di rosso su oro - leone rampante di nero nel primo quarto su oro (citato in LEOM) |
|        | Pisani (Pistoia) Partito: nel 1° d'azzurro, a due cerchi concentrici, quello esterno d'argento e quello interno d'oro; nel 2° di rosso, al leone d'oro (citato in (20)) |
|        | Pisani (Molfetta) spaccato, d'azzurro e d'argento, al leone dell'uno nell'altro Motto: De charitate in charitatem (citato in DAlena e in ) |
|        | Pisani e Pisani Dossi (Alessandria, Milano, Pavia) Titolo: nobili Di rosso, al leone coronato d'oro, tenente con la branca anteriore destra una spada d'argento, guernita d'oro, in sbarra, con il capo d'azzurro, cucito, carico di una colomba volante e tenente nel becco un ramoscello d'olivo, il tutto al naturale, la colomba sormontata da un breve d'argento, svolazzante in fascia, scritto con il motto PAX CANDIDA FORTIS Motto: Pax candida fortis (citato in (22)) |
|        | Pisani (Crescentino) Troncato d'azzurro e d'argento, al leone dell'uno nell'altro Motto: In hoc signo vinces (citato in (22)) |
|        | Pisani (Venezia) Troncato d'argento e d'azzurro, al leone dell'uno nell'altro (Immagine nella Raccolta stemmi Trippini (JPG).) |
|        | Pisani (Parma) leone rampante troncato di argento e di azzurro su troncato di azzurro e di argento (citato in LEOM) |
|        | Pisani (Catanzaro, Vibo Valentia, Napoli) banda di rosso bordata di argento su azzurro - 5 rose di argento poste 3,2 in doppia banda su azzurro (citato in LEOM) |
|        | Pisani (Tropea) D'azzurro alla banda d'oro accompagnata da cinque rose di rosso, tre in capo in fascia e due in punta (citato in BLCL) Immagine in Tropea Magazine. |
|        | Pisani (Cesena) (la blasonatura non è stata ancora caricata) (citato in BLCW) Immagine in Blasone Cesenate. |
|        | Pisani-Ciancio (Catania) (la blasonatura non è stata ancora caricata) (Immagine nella Raccolta stemmi Trippini (JPG).) |
|        | Pisani di Castagneto e Rocca Angitola (Catanzaro, Vibo Valentia, Napoli) Titolo: nobile col predicato di Castagneto e Rocca Angitola d'azzurro alla banda d'argento carica di una altra di rosso accostata da cinque rose d'argento (citato in (23)) |
|        | Pisani Dossi (Milano, Corbetta, Dosso Pisani) leone rampante coronato di oro tenente con la zampa anteriore destra una spada di argento guernita di oro posta in sbarra su rosso - colomba della pace di argento in volo sormontata da un nastro dello stesso caricato del motto in lettere maiuscole di nero "PAX CANDIDA FORTIS" tutto su azzurro in capo (citato in LEOM) |
|        | Pisani Massamormile (Napoli) Titolo: nobili d'argento alla sbarra di rosso accostata da cinque rose rosse (citato in (23)) sbarra di rosso accompagnata da - 5 rose dello stesso poste 3,2 in doppia sbarra tutto su argento (citato in LEOM) |
|        | Pisano o Pisani (Messina, Siracusa, Palermo, Castrogiovanni) d'oro, all'albero sradicato di verde, col capo d'azzurro, caricato da due stelle d'argento (citato in Mango e in (25)) alias inquartato: nel 1° e 4° d'azzurro, alla torre d'argento; nel 2° e 3° di rosso, al leone d'oro impugnante con la destra una spada d'argento (citato in Mango) alias Troncato: d'azzurro e d'argento, al leone dell'uno nell'altro (Pisani di Venezia) (citato in Mango) alias D'argento, allo scaglione d'azzurro (Pisani di Venezia) (citato in Mango) alias D'azzurro, alla donnola rampante d'argento (Pisani di Venezia) (citato in Mango) Corona di barone Notizie storiche in Famiglie nobili di Sicilia. |
|        | Pisano (Napoletano) (la blasonatura non è stata ancora caricata) (citato in (24)) |
|        | Piscicelli o Piscicello (arma antica) Trinciato inchiavato d'oro e d'azzurro alias di rosso alla banda inchiavata d'oro e d'azzurro (citato in DAlena) |
|        | Piscicelli o Piscicello (arma moderna) Arma moderna: di rosso alla banda d'oro, caricata da un giglio d'azzurro ed accompagnata in capo da un lambello di tre pendenti d'oro alias una banda addentata d'oro e d'azzurro, sopra della quale è un rastrello, il tutto in campo rosso (citato in DAlena) |
|        | Piscicelli (Napoli) Titolo: barone di Lucito, Caltabottaccio; duca di Apollosa, Capracotta di rosso alla banda cuneata d'oro e d'azzurro (girello), accostata nel capo da un lambello d'oro a tre pendenti (citato in (24)) Notizie storiche in Nobili napoletani. |
|        | Piscina (Carmagnola, Saluzzo) Titolo: conti di Costa, Torricella; consignori di Cavallerleone Scaccato di tre file, d'argento e di rosso, con il capo d'oro alias Scaccato di tre file, d'argento e di rosso, con il capo d'azzurro, carico di tre gigli d'oro, ordinati in fascia alias Inquartato, al 1° e 4° scaccato d'argento e di rosso di tre file, con il capo d'azzurro, carico di tre gigli d'oro, ordinati in fascia, al 2° e 3° d'azzurro all'aquila coronata, di nero; il tutto sopra la campagna mareggiata d'azzurro e d'argento alias Inquartato, al 1° e 4° scaccato d'argento e di nero di tre file, con il capo d'Angiò (ma con gigli d'argento), al 2° e 3° d'oro all'aquila di nero, coronata del campo, il tutto sopra la campagna mareggiata d'azzurro e d'argento Motto: Fidelitate nihil immortalius - Quadrat utrinque (citato in (22)) |
|        | Piscitelli (Molise) (la blasonatura non è stata ancora caricata) (citato in DAlena) |
|        | Piscopo (Napoletano) (la blasonatura non è stata ancora caricata) (d'oro, a tre bande d'azzurro; al capo del campo, caricato di tre crocette di rosso e sostenuto da un filetto del secondo) (citato in (24)) |
|        | Piscopo (Napoletano) (la blasonatura non è stata ancora caricata) (d'oro, a tre bande d'azzurro, al capo del campo caricato di tre crocette del secondo e sostenuto da un filetto dello stesso; il tutto alla filiera dentata di rosso) (citato in (24)) |
|        | Piscopo (Napoletano) (la blasonatura non è stata ancora caricata) (d'oro, a due scaglioni di rosso; al capo del campo, caricato di un'aquila dal volo abbassato di nero, lampassata di rosso e membrata d'oro) (citato in (24)) |
|        | Pispalanti (Siena) D'azzurro, alla banda increspata d'oro, accompagnata da una palla (o bisante) dello stesso, posta nel cantone sinistro del capo (citato in (20)) |
|        | Pissi (Firenze) Partito d'azzurro e d'oro, a due monti di sei cime dell'uno nell'altro, sormontati da due scuri d'arme decussate attraversanti dell'uno all'altro (citato in (20)) |
|        | Pistelli (Firenze, Pescia) D'azzurro, a due pestelli di mortaio decussati al naturale, accantonati da due crescenti montanti d'argento nel 1° e 4° e da due stelle a otto punte d'oro nel 2º e 3º cantone (citato in (20)) |
|        | Pisticelli (Cesena) (la blasonatura non è stata ancora caricata) (citato in BLCW) Immagine in Blasone Cesenate. |
|        | Pistillo (Molise) (la blasonatura non è stata ancora caricata) (citato in DAlena) |
|        | Pistivino (Torino ?) D'argento, alla fascia di rosso, sostenuta da un palo d'oro, carico di due scaglioni d'azzurro, e accompagnata da tre tralci di vite, di porpora, uno in capo e due in punta Motto: Contrita suavior (citato in (22)) |
|        | Pistocchi (Cesena) (la blasonatura non è stata ancora caricata) (citato in BLCW) Immagine in Blasone Cesenate. |
|        | Pistoi (Pistoia, Firenze) croce di Sant'Andrea scaccata di rosso e di oro (2file) su azzurro (citato in LEOM) D'azzurro, alla croce di sant'Andrea controcomposta di rosso e d'oro (Immagine nella Raccolta stemmi Trippini (JPG).) |
|        | Pistoi (Pistoia, Fiesole) D'azzurro, alla croce di sant'Andrea controcomposta di rosso e d'oro, accompagnata in capo da una corona pure d'oro alias Di verde, alla croce di sant'Andrea controcomposta di rosso e d'oro, accompagnata in capo da una corona pure d'oro (citato in (20)) |
|        | Pistoia (Catanzaro) D'azzurro alla pigna d'oro, accompagnata in capo da due stelle dello stesso (citato in DAlena e in BLCL) |
|        | Pistolesi (Firenze, Modigliana) D'azzurro, a tre pugnali d'argento, guarniti d'oro, appuntati sulla cima di un monte di sei cime d'argento uscente dalla punta, e sormontati da tre stelle a sei punte d'oro ordinate in capo (citato in (20)) alias D'azzurro, a tre pugnali d'argento, guarniti d'oro, impugnati e quello in palo appuntato su un monte di tre cime pure d'oro, sostenuto dalla campagna scaccata d'argento e di rosso; il tutto accompagnato in capo da una stella a otto punte d'oro (citato in (20)) monte a 3 cime di oro posto sulla - campagna scaccata di argento e di rosso (3file) sostenente 3 spade al naturale poste a ventaglio le punte al basso guernite di oro sormontate da - stella (8 raggi) di oro tutto su azzurro (citato in LEOM) alias D'azzurro, a tre pugnali d'argento, guarniti d'oro, impugnati e quello in palo appuntato su un monte di sei cime pure d'oro, sostenuto dalla campagna scaccata d'argento e di rosso; il tutto accompagnato in capo da una stella a otto punte d'oro (citato in (20)) |
|        | Pistolesi o Pistolesi della Scala (Toscana) (DE) In Grün 1 schwebender silberner Sechsberg, oben fächerförmig besteckt mit 3 goldgegrifften silbernen Schwertern, diese je überhöht von 1 achtstrahligen goldenen Stern (citato in (28)) |
|        | Pistone o Pistoni o Pistono (Nizza Monferrato) Titolo: conti di Montalto; consignori di Cantogno Di rosso, a cinque bande d'oro (citato in (22)) |
|        | Pistone (Busca) D'oro, a tre bande di rosso (citato in (22)) |
|        | Pistono o Pistone o Pistoni (Villafranca Piemonte) Titolo: consignori di Cantogno Fasciato d'oro e di rosso (citato in (22)) |
|        | Pistono (Fiorano, Cambiano) Interzato in fascia, al 1° d'oro, all'aquila di nero, al 2° d'oro, a tre palle ordinate in fascia, le laterali di rosso, quella di mezzo d'azzurro e carica di tre gigli, del campo, al 3° d'azzurro, a tre pestelli d'argento Motto: Usquequo (citato in (22)) |
|        | Pistorio (Messina) d'azzurro, al braccio destro vestito d'oro, impugnante nella mano di carnagione un pistone del secondo, accompagnato, nel capo, da un sole dello stesso, figurato di rosso e, nella punta, da tre spighe d'orzo gambute al naturale, nodrite sopra un terrazzo di verde (citato in Mango) |